# Aufbruch zum Mond
Aufbruch zum Mond ist ein Historienfilm von Damien Chazelle, der am 29. August 2018 im Rahmen der Filmfestspiele von Venedig seine Weltpremiere feierte. Am 12. Oktober 2018 kam der Film in die US-amerikanischen und am 8. November 2018 in die deutschen Kinos. In der Filmbiografie ist Ryan Gosling in der Rolle des Astronauten Neil Armstrong zu sehen, der Kommandant von Apollo 11 war und am 21. Juli 1969 als erster Mensch den Mond betrat. Der Film zeigt in erster Linie detailliert die lange Vorlaufzeit der Mondmission und damit die Fehlschläge und Entbehrungen, die dem berühmtesten Schritt der Menschheit vorausgingen.

## Handlung
Bei einem Flug mit einer X-15 durchbricht der Testpilot Neil Armstrong im Jahr 1961 die Grenze der Atmosphäre zum Weltraum. Beinahe gelingt ihm der Wiedereintritt nicht, da sein Flugzeug von der Erdatmosphäre abprallt. Dennoch ermöglicht ihm seine Erfahrung schließlich eine sichere Landung in der Mojave-Wüste. Armstrong und seine Frau Janet haben zwei Kinder, doch seine Tochter Karen stirbt noch vor ihrem dritten Geburtstag an einem Gehirntumor. Als Zivilist bewirbt er sich beim Gemini-Projekt, weil die NASA Piloten mit einem abgeschlossenen Studium der Luft- und Raumfahrttechnik sucht. Er wird aufgenommen und zieht samt Familie in ein Wohngebiet bei Houston, wo sie mit anderen Astronautenfamilien, wie Edward Higgins White mit seiner Frau Pat und Kindern, zusammen leben.
Jahrelang musste die NASA dabei zusehen, wie die Sowjets ihr bei jedem technischen Meilenstein in der Raumfahrt zuvorgekommen waren. Die Teilnehmer des Programms bereiten sich 1964 mittels eines Simulators auf die Missionen vor. Ein Jahr darauf startet die NASA das Gemini-5-Projekt, bei dem Armstrong zunächst als Mitglied der Ersatzmannschaft benannt wird. Seinerseits kommandiert er später den Gemini-8-Raumflug, bei dem die Kapsel an eine Agena-Trägerstufe andocken soll. Bereits in seiner Zeit als Testpilot musste Armstrong eine Reihe von Todesfällen miterleben, doch auch im Raumfahrtprogramm kommt es immer wieder zu Unfällen mit tödlichem Ausgang. Dies lässt den Astronauten nicht unberührt. Janet hingegen will einfach nur ein normales Leben leben und sorgt sich zunehmend um Neil, besonders als er sich auf die Apollo-Mission vorzubereiten beginnt, in dieser Zeit aber drei von Armstrongs Kollegen bei dem Plugs-Out-Test von Apollo 1 sterben, darunter auch Edward White.
Nach einem fast tödlich für ihn endenden Test der Mondlandefähre begeben sich Armstrong und seine Kollegen Mike Collins und Buzz Aldrin 1969 auf ihre große Mission. Von seiner Frau hierzu gezwungen, erklärt er zuvor seinen beiden Söhnen, dass er womöglich nicht zurückkommen wird. Dabei bedient er sich der gleichen Floskeln wie gegenüber Medienvertretern. Nach einer viertägigen Reise gelingt es Aldrin und Armstrong, das mitgeführte Lunar Excursion Module Eagle sicher auf der Mondoberfläche zu landen. Armstrong setzt seinen Fuß auf das Regolith und hinterlässt als erster Mensch einen Schuhabdruck auf dem Mond. Aldrin folgt ihm und springt von der geringen Anziehungskraft fasziniert umher. Die ganze Welt schaut ihnen in diesem Moment zu.
Nachdem Armstrong ein von ihm mitgebrachtes Armkettchen seiner Tochter in Gedenken an ihren frühzeitigen Tod in einen Mondkrater geworfen hat, machen sie sich auf den Weg zurück zur Erde, wo sie zunächst drei Wochen in Quarantäne verbringen müssen. Dort kommt es schließlich zu einem wortlosen, jedoch emotionalen Wiedersehen zwischen Armstrong und seiner Frau Janet. Der Apollo-11-Mannschaft ist ein wichtiger Schritt im Wettlauf ins All gelungen, den John F. Kennedy einige Jahre zuvor in einer Rede voraussagte, als er ankündigte, dass im Rahmen des Weltraumprogramms der USA bis zum Ende des Jahrzehnts einen Menschen auf dem Mond landen und sicher zurückbringen werden.

## Produktion

### Literarische Vorlage und Stab

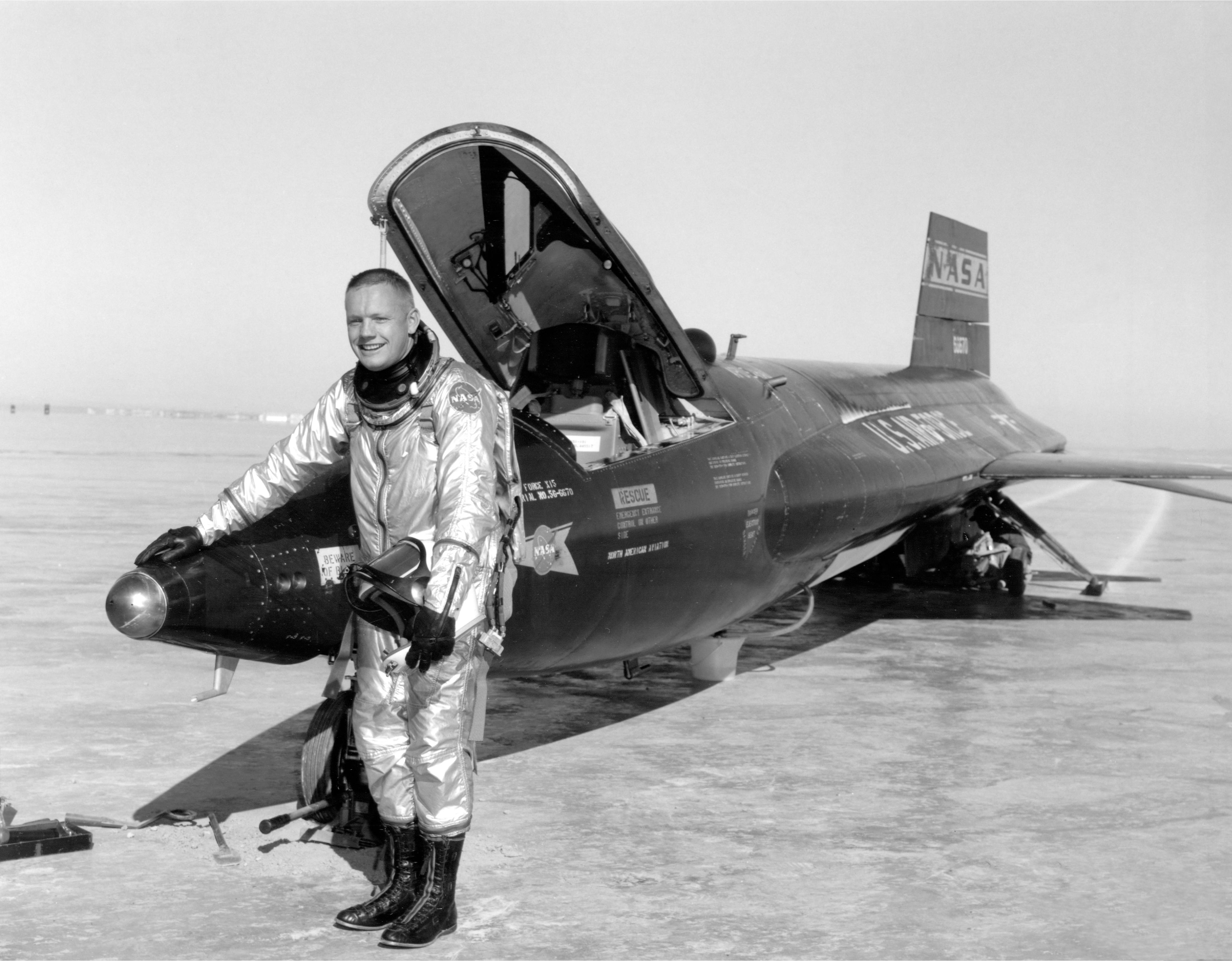
Neil Armstrong noch als Testpilot mit einer X-15 im Jahr 1960

„In gewisser Weise ist es die wahre Geschichte von der Geburt eines echten Superhelden.“

Der Film basiert auf der autorisierten Biografie First Man: The Life of Neil A. Armstrong von James R. Hansen aus dem Jahr 2005. In einer deutschen Übersetzung wurde die Biografie unter dem Titel First Man – Neil Armstrong: Der erste Mensch auf dem Mond im Heyne Verlag veröffentlicht. Darin gewährte Hansen erstmals exklusiven Zugang zu privaten Dokumenten und persönlichen Quellen. Von Armstrongs Kindheit bis zum unfassbaren Ruhm durch die Apollo-11-Mission. Er beschreibt aber auch Armstrongs Beteiligung an der Untersuchung der Challenger-Katastrophe, und so berühmt der Astronaut war, so wortkarg und scheu in der Öffentlichkeit wird er von seinem Biografen beschrieben.
Der Historiker hatte für die NASA gearbeitet und wurde später Professor für Geschichte an der Auburn University, Alabama. Er hat bereits zehn Bücher über die Geschichte der Luft- und Raumfahrt veröffentlicht und wurde dafür vielfach ausgezeichnet.
Regie führte Damien Chazelle, der das Drehbuch zu seinem Film erstmals nicht selbst verfasste. Hansens Vorlage wurde erst von Nicole Perlman, später von Oscarpreisträger Josh Singer für den Film adaptiert, der 2016 für seine Arbeit am Film Spotlight mit einem Oscar ausgezeichnet wurde. Der Film ist ein umfassendes historisches Porträt über Neil Armstrong, wirft einen intimen Blick auf ihn und bedient sich eines ganz anderen visuellen Stils als Chazelles zwei frühere Filme Whiplash und das Filmmusical La La Land.
Der Regisseur sagt über den Film: „In gewisser Weise ist es die wahre Geschichte von der Geburt eines echten Superhelden.“ Armstrong sei jemand, der als normaler Mensch begann und sicherlich keine bekannte Figur war. Er habe einen Film über jemanden machen wollen, der durch Misserfolge und Verluste entstanden sei, und was ihn ähnlich wie bei Whiplash dazu gebracht habe, diese Geschichte zu erzählen, sei die Idee gewesen, zu ergründen, wie viel ein einzelner Mensch zu geben bereit ist, um ein Ziel zu erreichen. „Die Mondlandung ist das perfekte Vehikel, um diese Fragen zu stellen. Es ist eine der berühmtesten menschlichen Errungenschaften. Es ist alles sehr schillernd: diese großartige Erfolgsgeschichte.“ Zudem wollte Chazelle sehen, wie radikal, verrückt und umstritten die ganze Mission war und wie die Psyche eines Mannes aussehen muss, den diese Mission möglicherweise sein Leben kosten wird. Weiter sagte der Regisseur, er wolle mit dem Film erreichen, dass sich die Menschen Armstrongs Mondstiefel anziehen und sich alles vorstellen, was er erlebt hat.
„Ich wollte wirklich die Leute kennenlernen, die diese unvorstellbare Reise unternommen haben“, sagte Chazelle. Der Regisseur lässt Aufbruch zum Mond mit Originalfilmmaterial beginnen, das Armstrong zeigt, wie dieser seiner Tochter ein Wiegenlied vorsingt. Bevor er auf seine Weltraummission geht, sehen wir Armstrong an seinem Tisch sitzen, neben seiner Frau, als sein Sohn nervös nach den Chancen fragt, dass sein Vater nach der Reise nach Hause zurückkehren wird. „Wir haben echtes Vertrauen in diese Mission“, erzählt Armstrong seinem Kind, als säße er auf einer Pressekonferenz: „Wir haben alle die Absicht, zurückzukommen.“ Armstrong hatte am 21. Juli 1969 als Kommandant von Apollo 11 als erster Mensch den Mond betreten und war wohlbehalten auf die Erde zurückgekehrt. Der Astronaut starb im August 2012 im Alter von 82 Jahren.

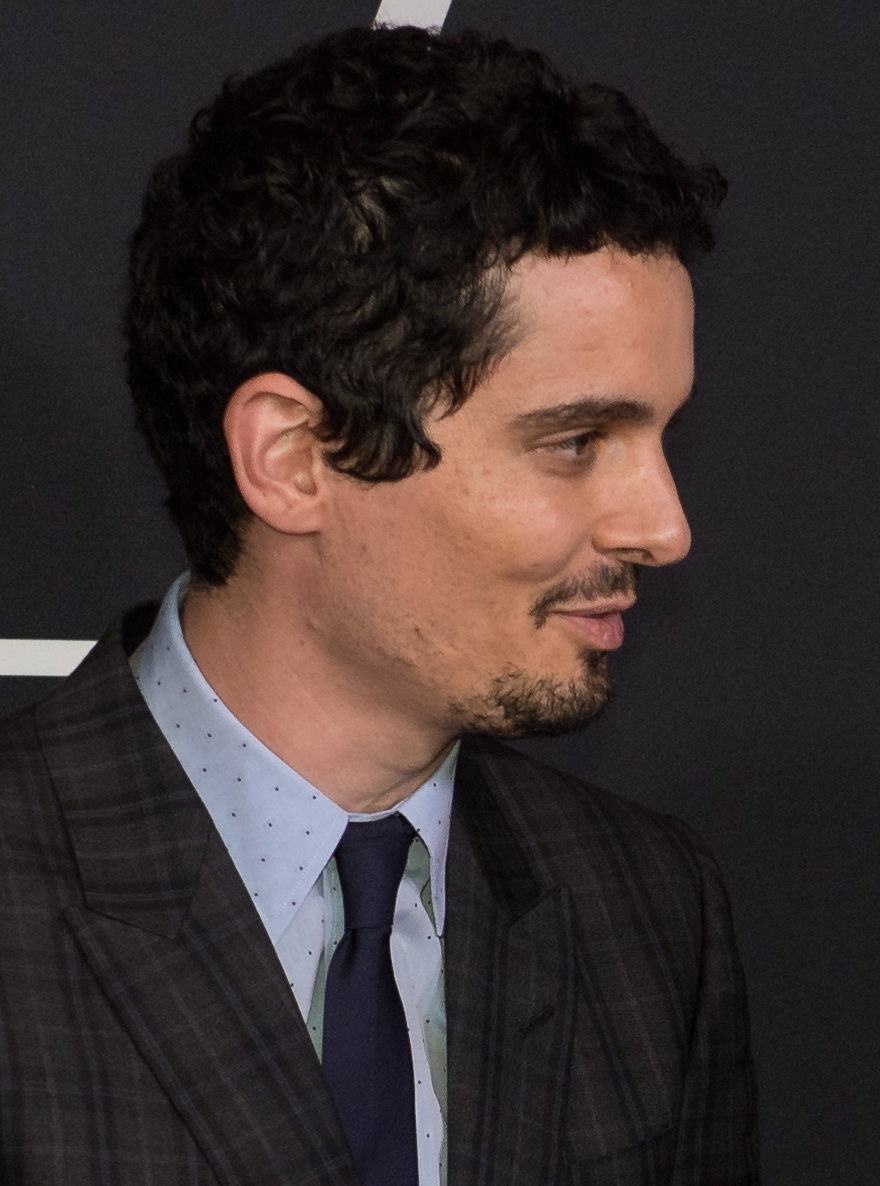
Regisseur Damien Chazelle
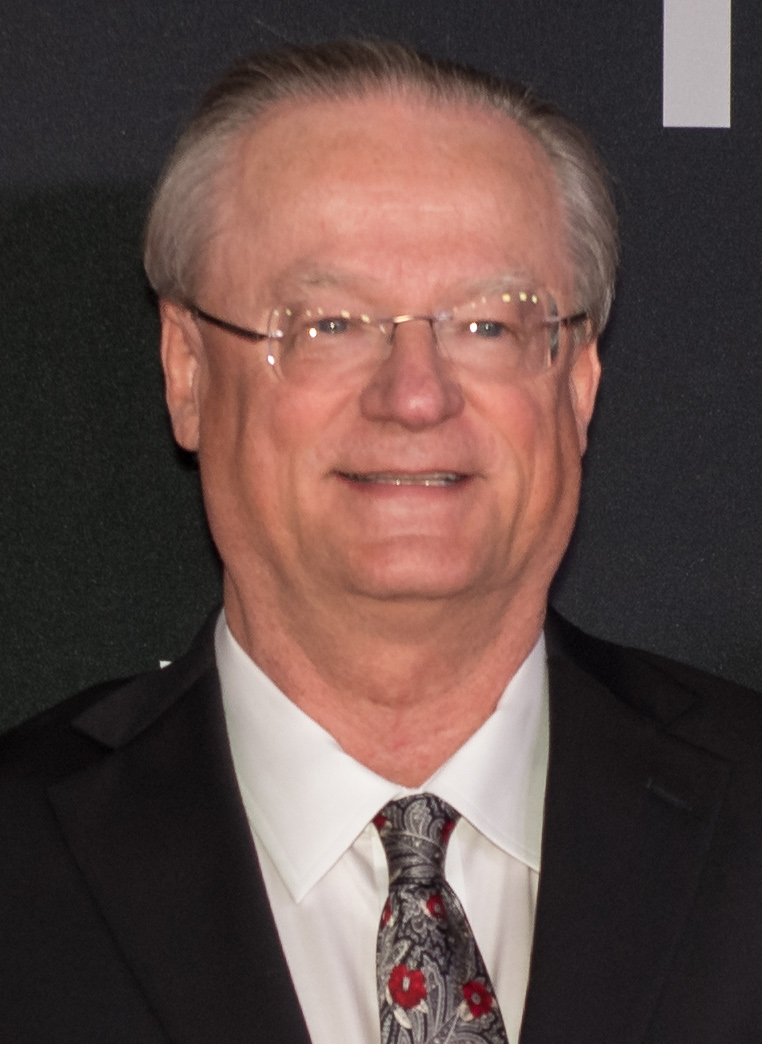
Der Film basiert auf einer Biografie von James R. Hansen
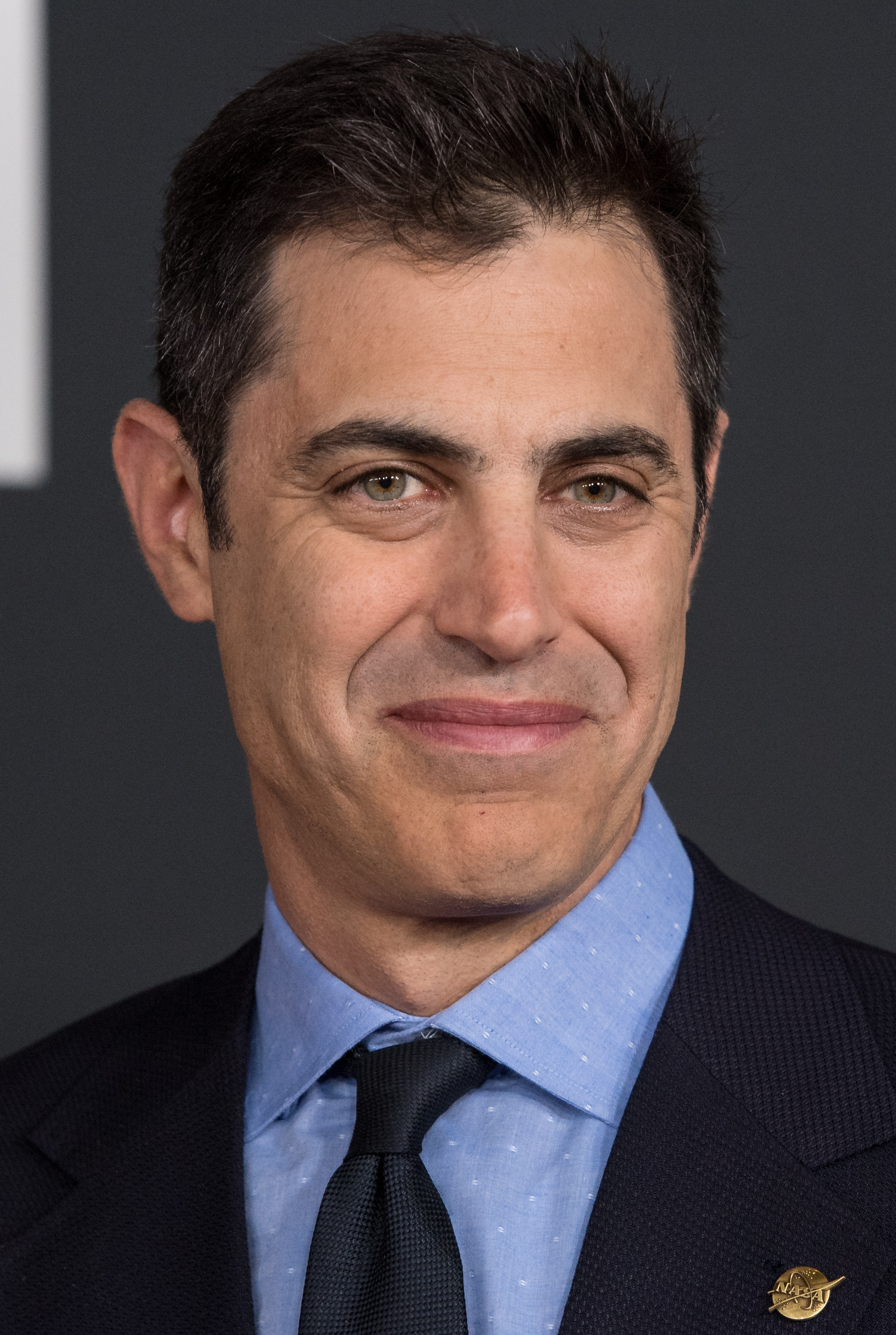
Drehbuchautor Josh Singer
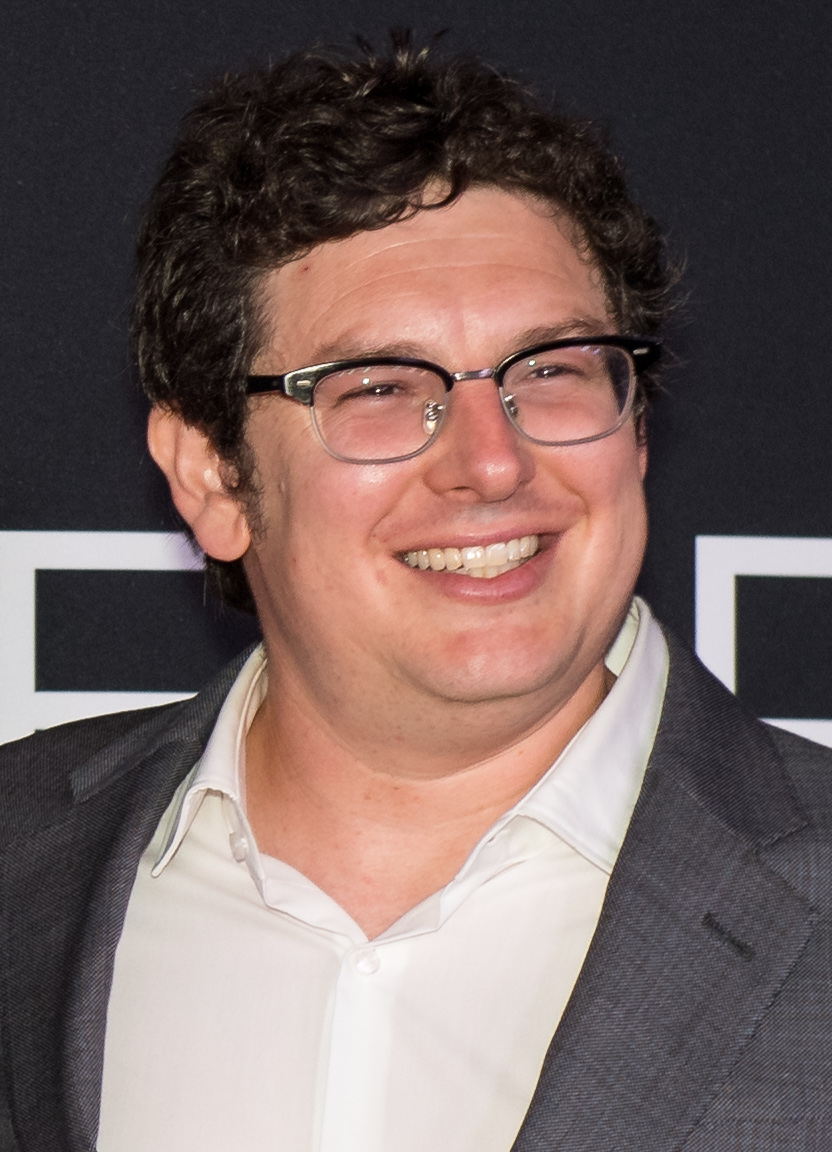
Produzent Isaac Klausner
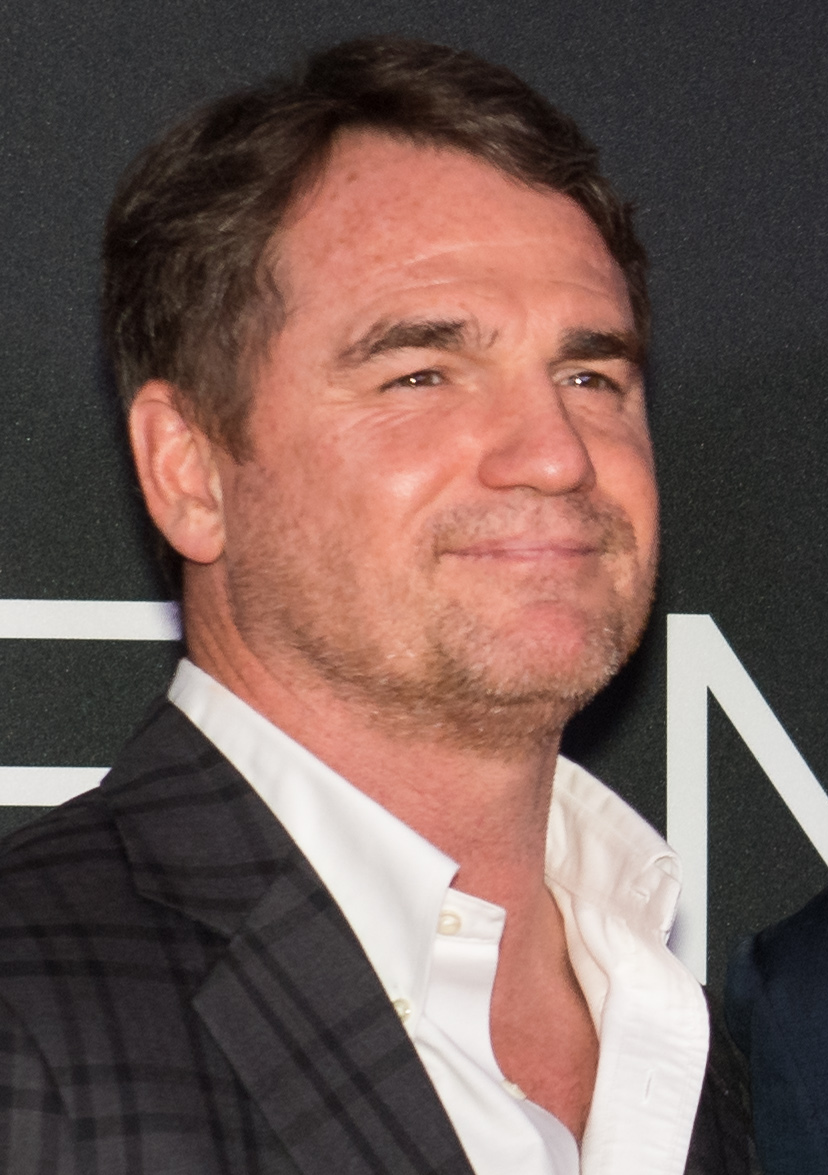
Produzent Marty Bowen
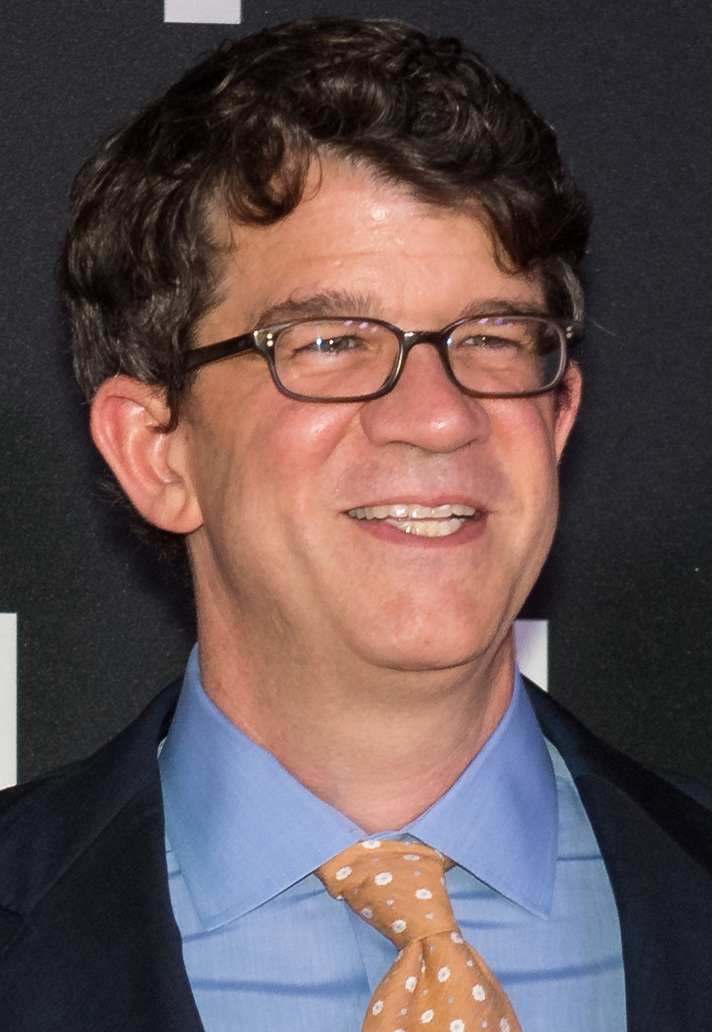
Produzent Wyck Godfrey

### Besetzung und Dreharbeiten
Ryan Gosling übernahm im Film die Rolle von Neil Armstrong. Gosling war auch in Chazelles letztem Film La La Land in einer Hauptrolle zu sehen. Claire Foy übernahm die Rolle seiner Ehefrau Janet. Lukas Haas und Corey Stoll sind in den Rollen von Armstrongs Missionskollegen Mike Collins und Buzz Aldrin zu sehen. Pablo Schreiber spielt Jim Lovell, Kommandant des Raumflugs Apollo 13, der wegen einer Explosion auf dem Weg zum Mond abgebrochen werden musste. Christopher Abbott übernahm die Rolle von Dave Scott, der an zwei Apollo-Missionen beteiligt war. Jason Clarke spielt den Astronauten Edward Higgins White, Kyle Chandler ist in der Rolle des NASA-Flugdirektors Deke Slayton zu sehen. Die Rolle von Elliot See wurde mit Patrick Fugit besetzt. Der Astronaut des Gemini-Programms war bei einem Flugzeugabsturz gestorben, bevor er mit Gemini 9 seinen ersten Raumflug durchführen konnte. Zudem wurde er am 17. September 1962 als Mitglied der zweiten Astronautengruppe der Öffentlichkeit vorgestellt, darunter befand sich auch Neil Armstrong. Shea Whigham übernahm die Rolle von Gus Grissom, der wie Ed White bei einem Test des Raumschiffs Apollo 1 ums Leben kam. Cory Michael Smith spielt Roger Chaffee, der ebenfalls bei der Apollo-1-Katastrophe starb. Brian d’Arcy James übernahm die Rolle des Testpiloten Joseph Albert Walker.

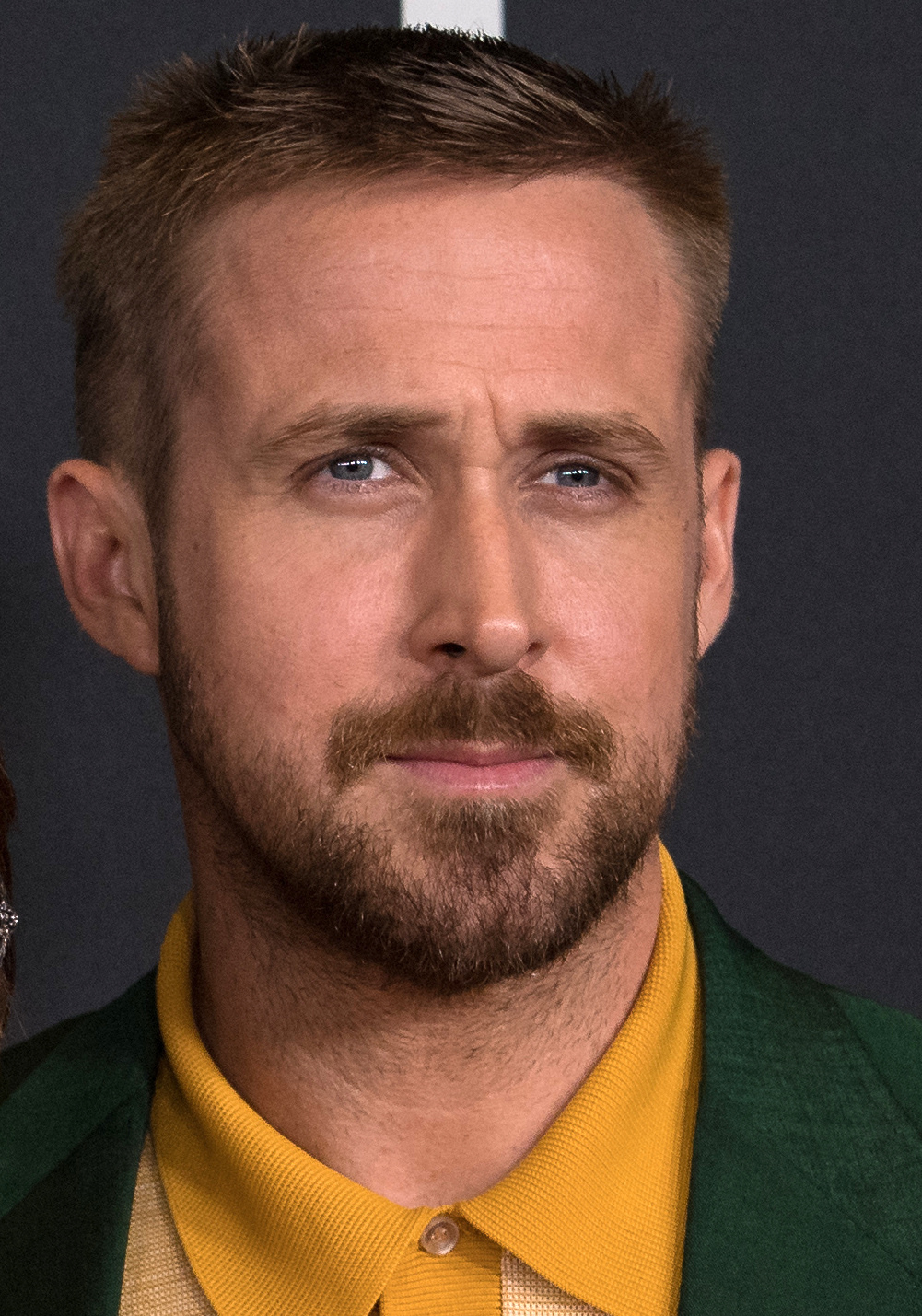
Ryan Gosling spielt Neil Armstrong
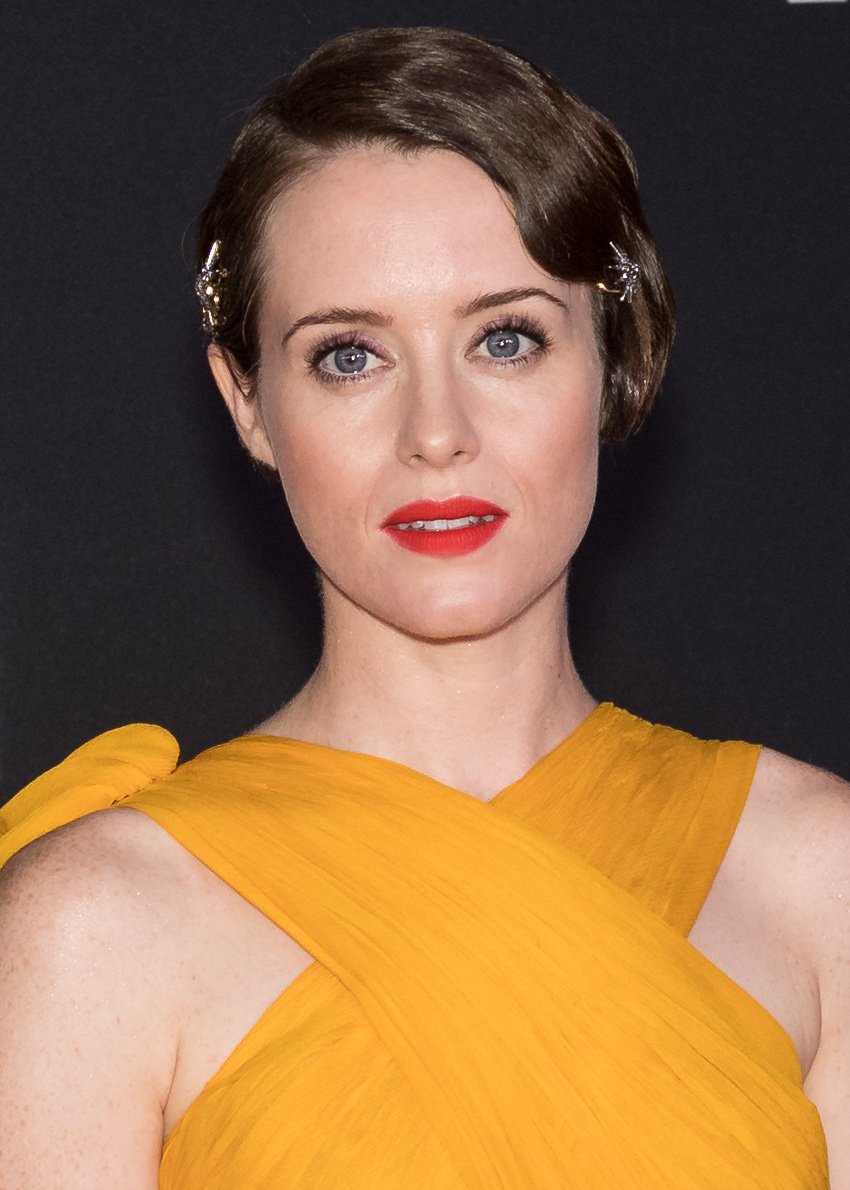
Claire Foy spielt Janet Armstrong
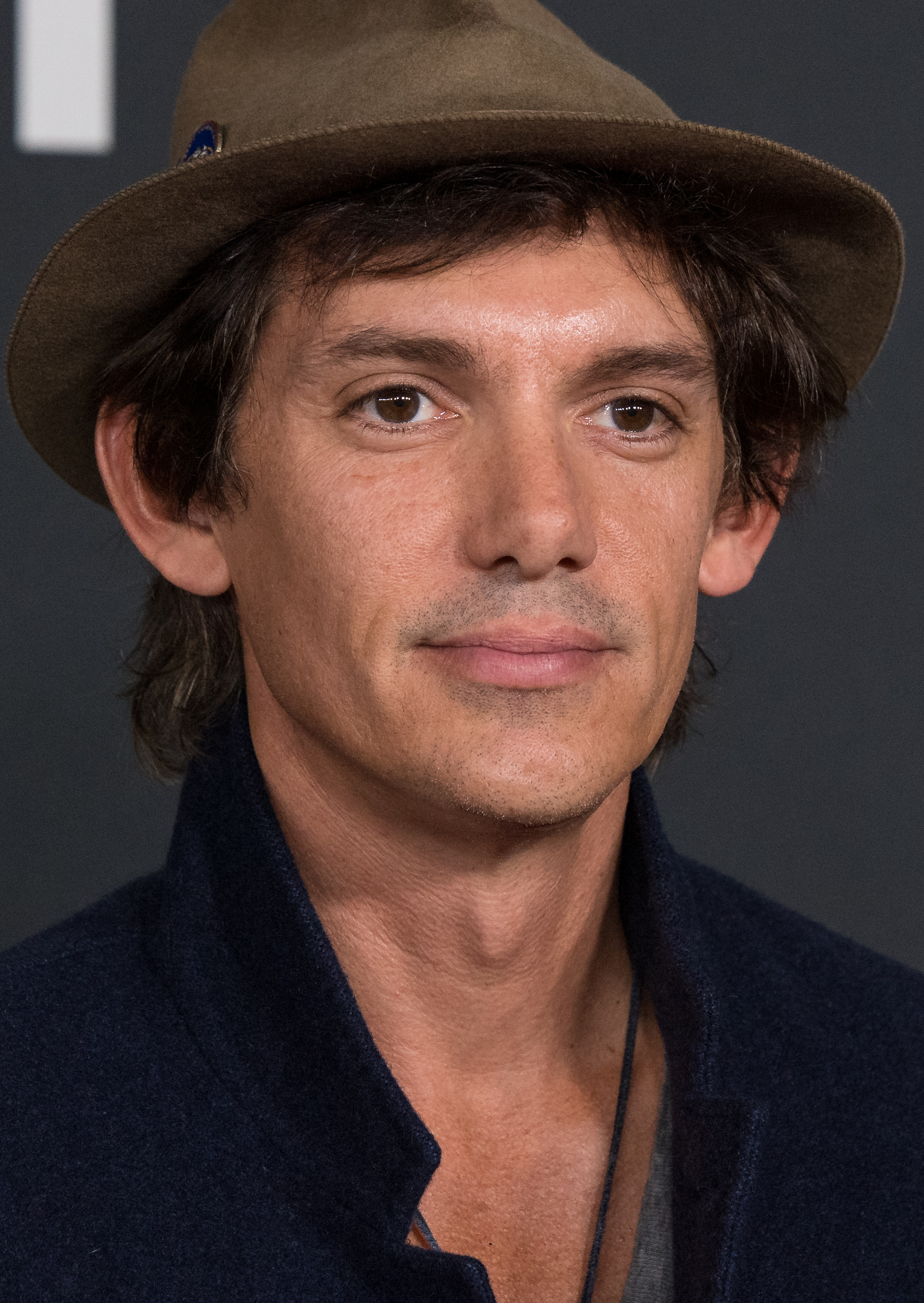
Lukas Haas spielt Mike Collins
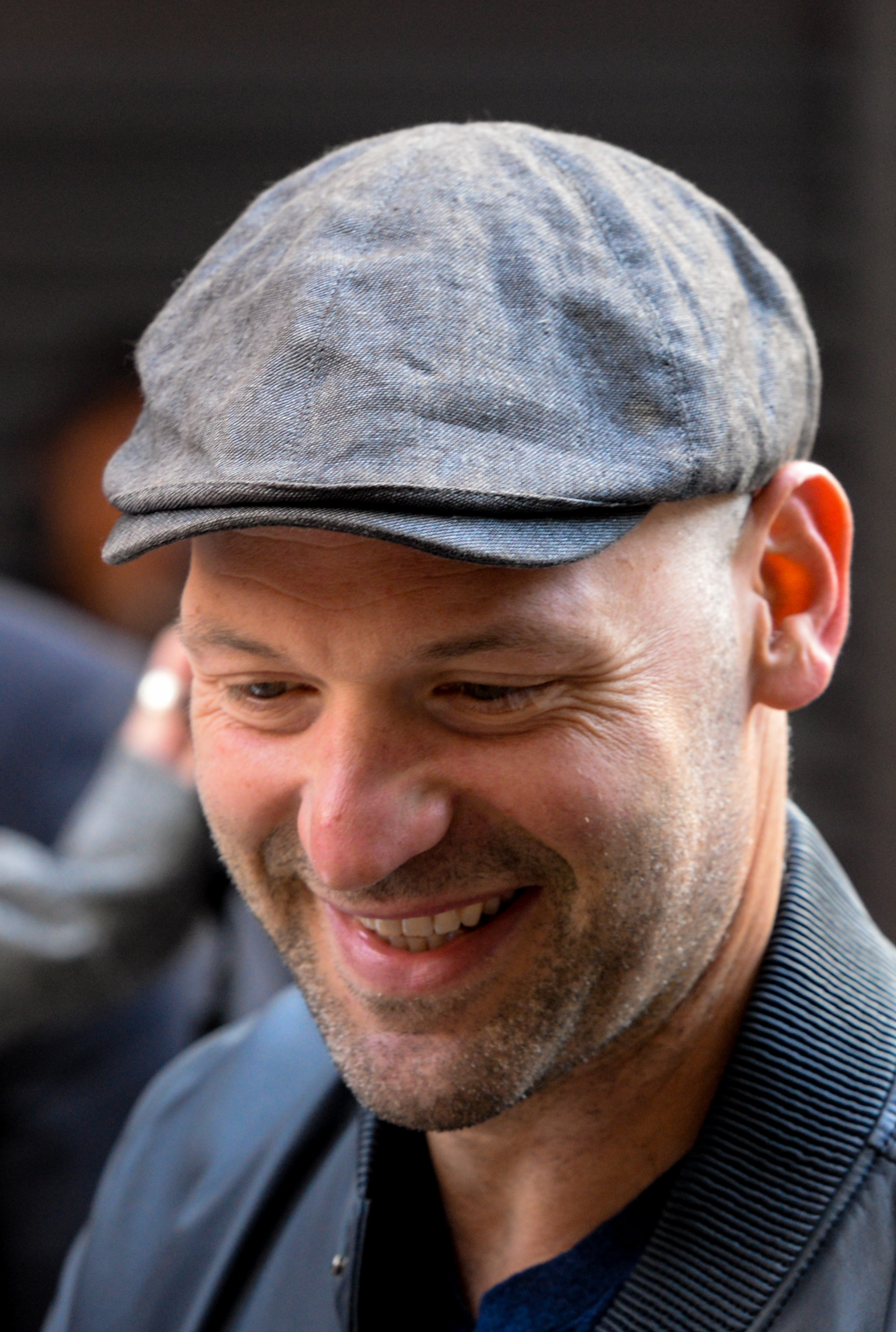
Corey Stoll spielt Buzz Aldrin
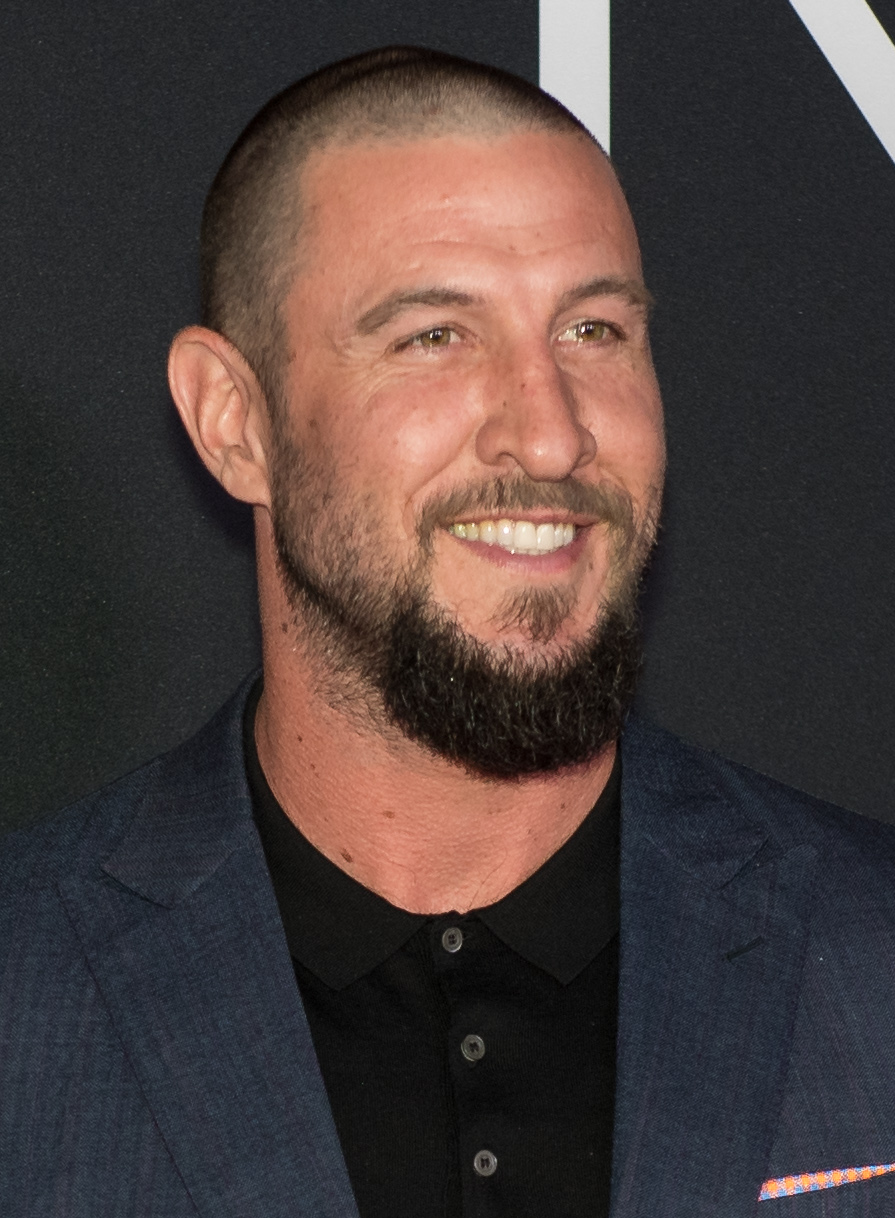
Pablo Schreiber spielt Jim Lovell
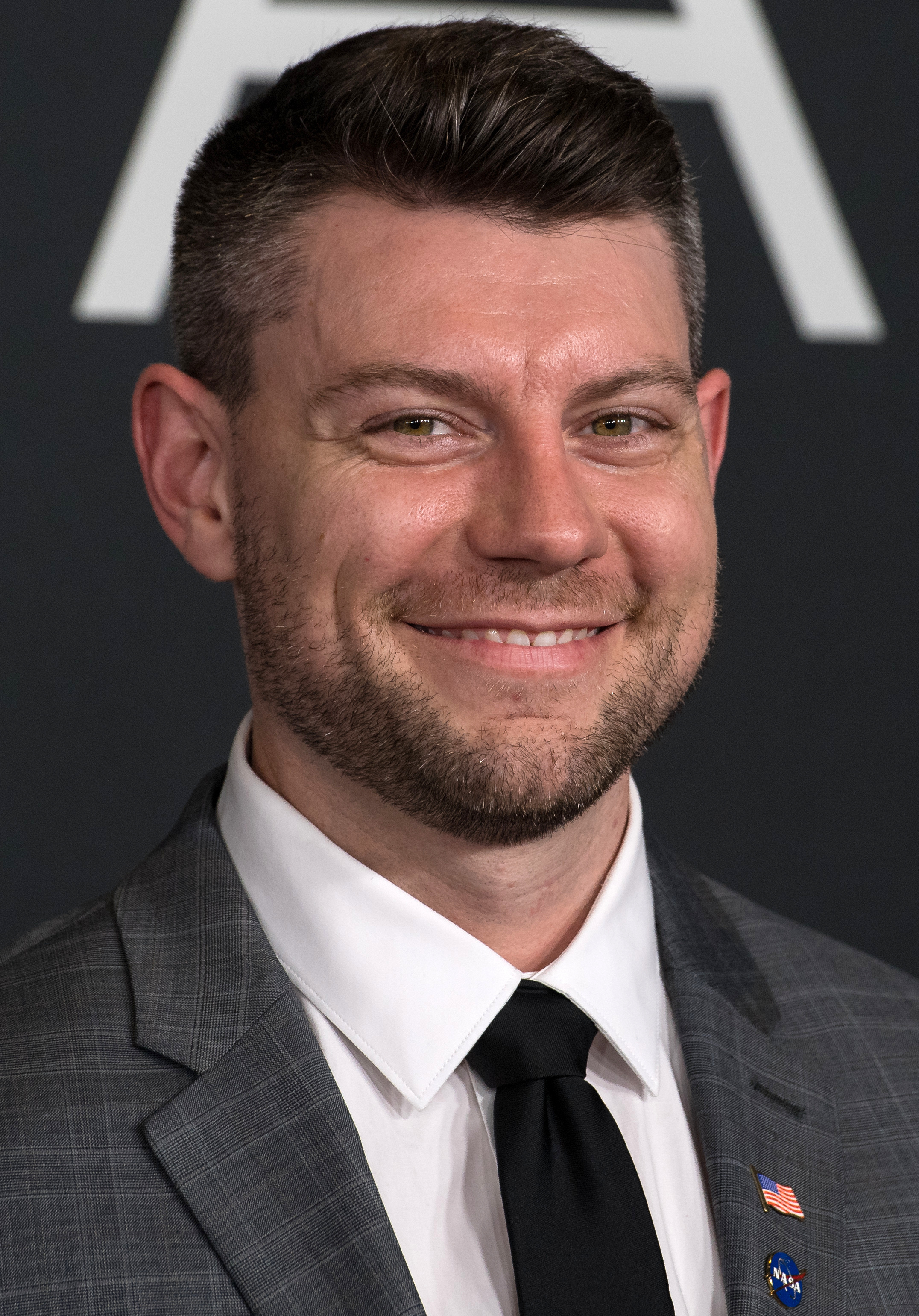
Patrick Fugit spielt Elliot See
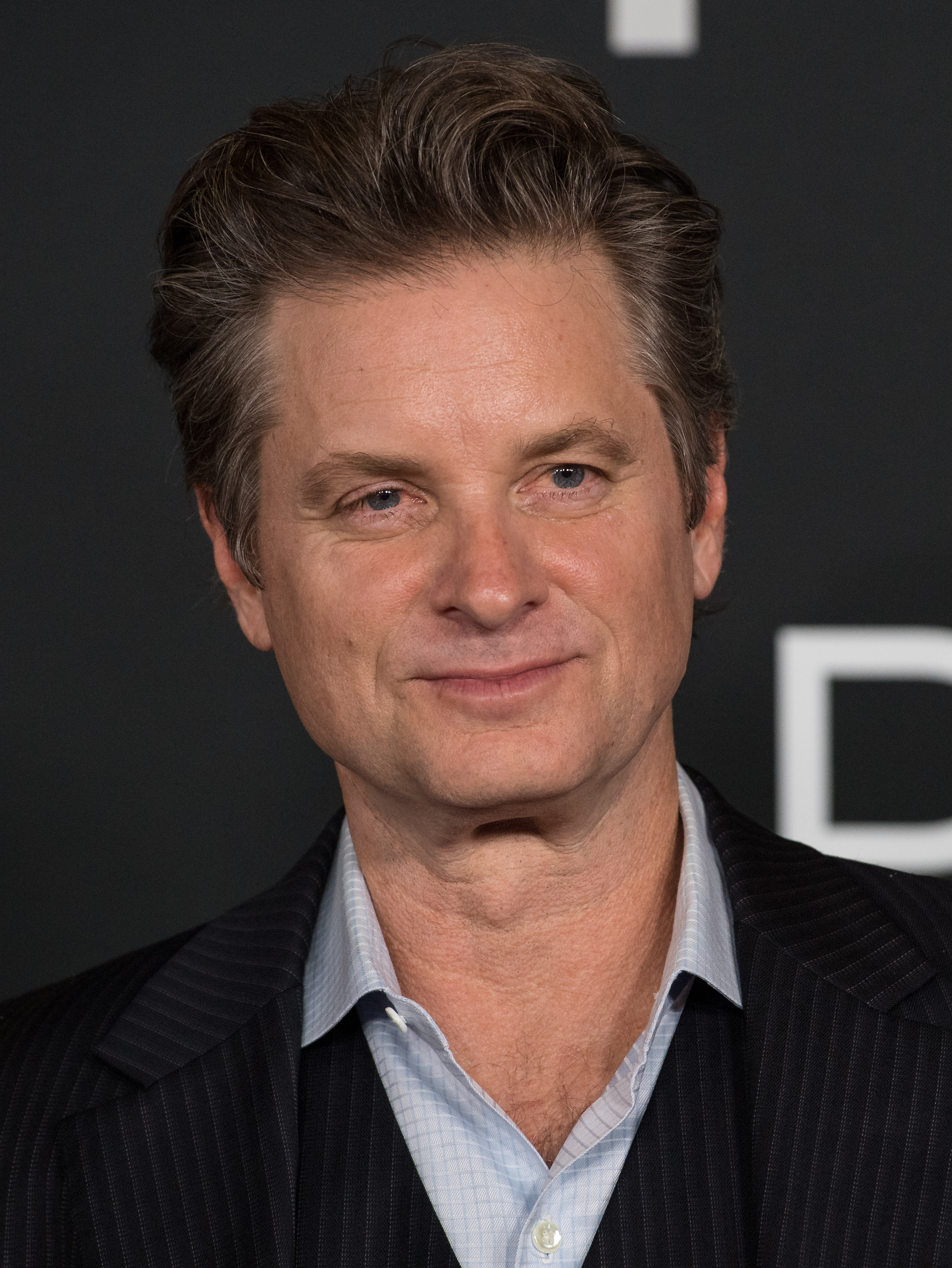
Shea Whigham spielt Gus Grissom
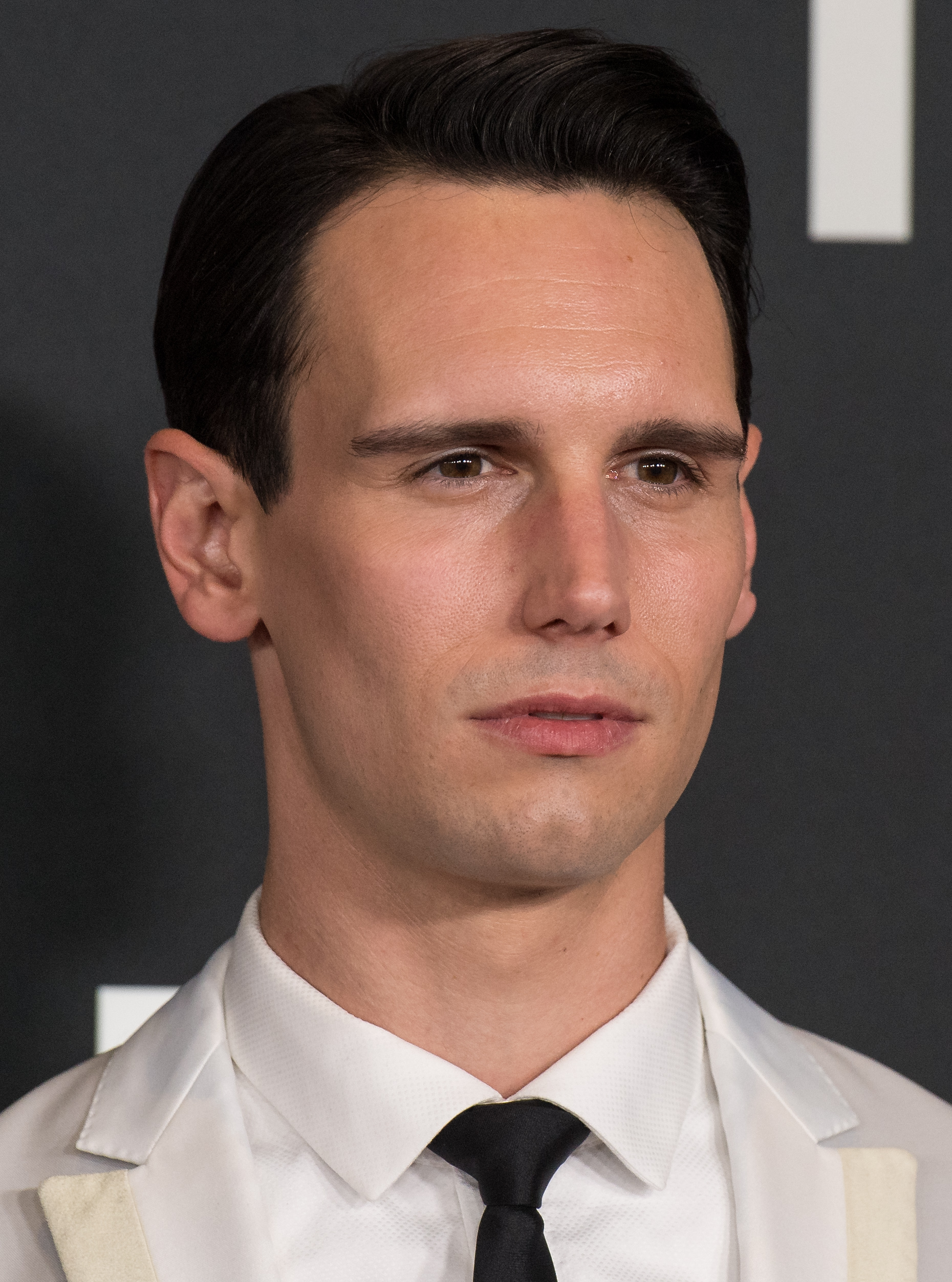
Cory Michael Smith spielt Roger Chaffee
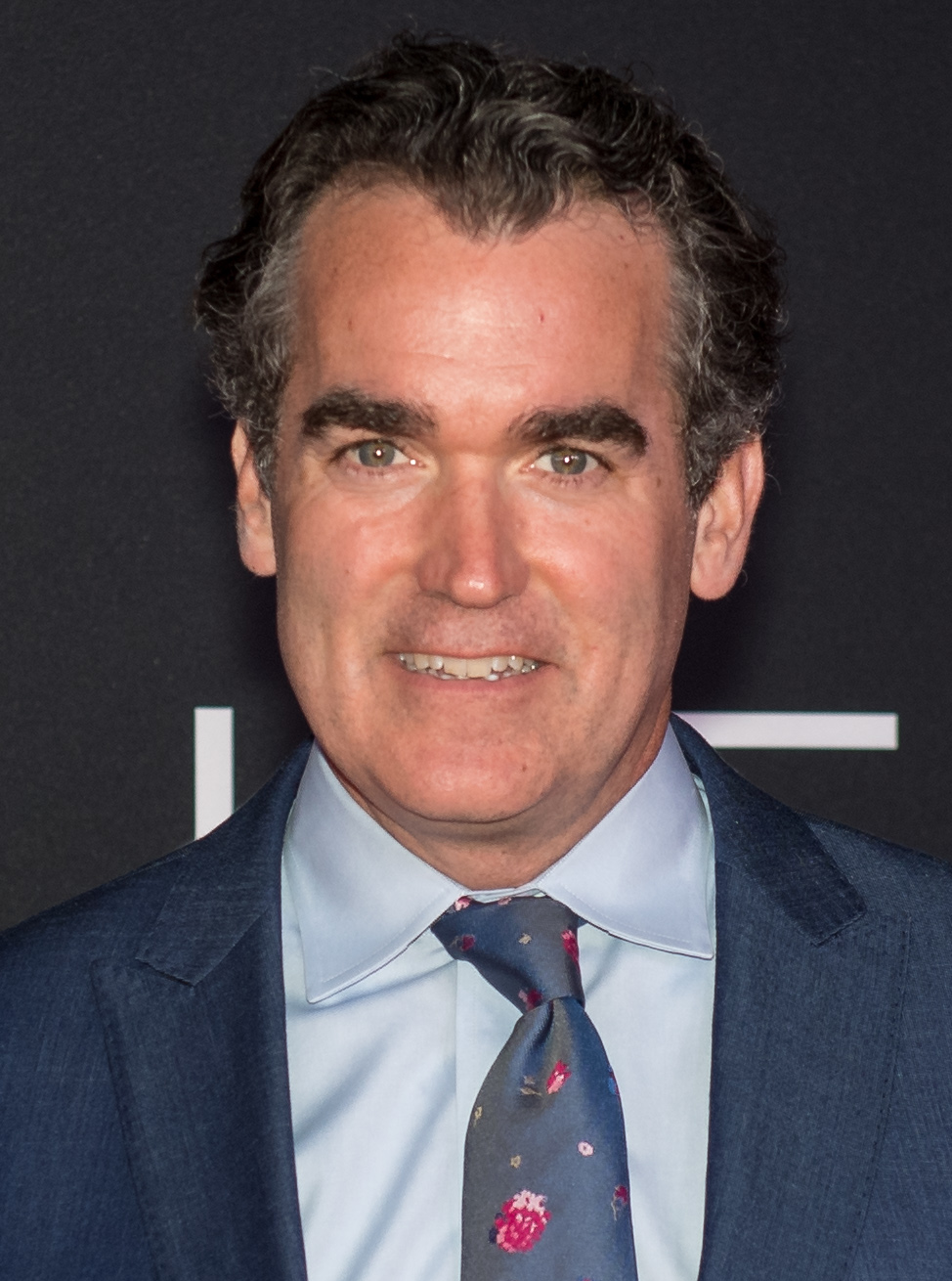
Brian d’Arcy James spielt Joseph Albert Walker
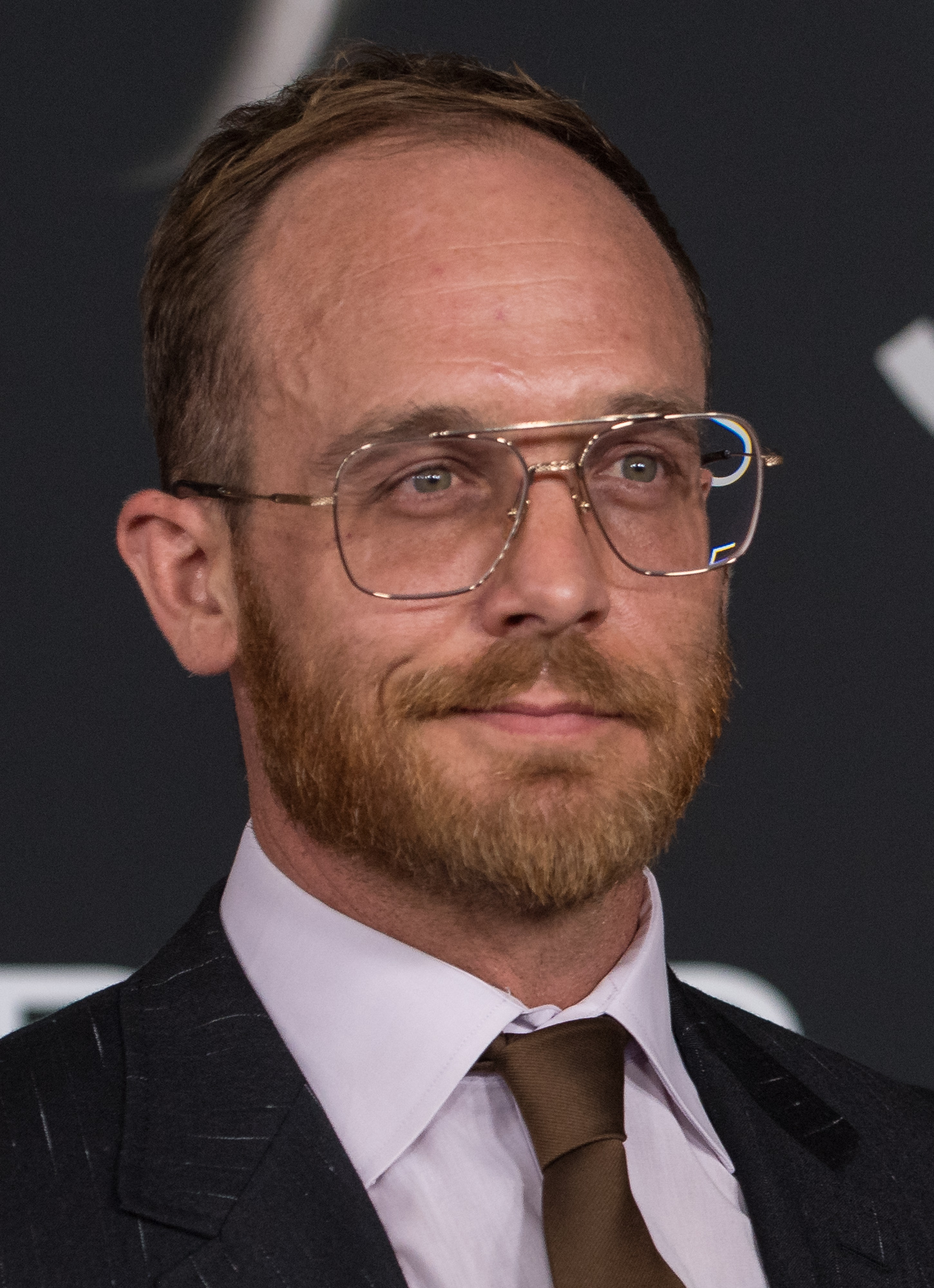
Ethan Embry spielt Pete Conrad
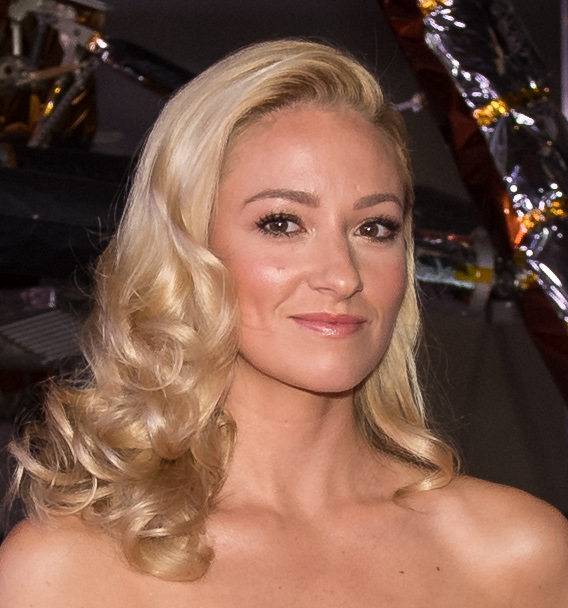
Olivia Hamilton spielt Patricia White
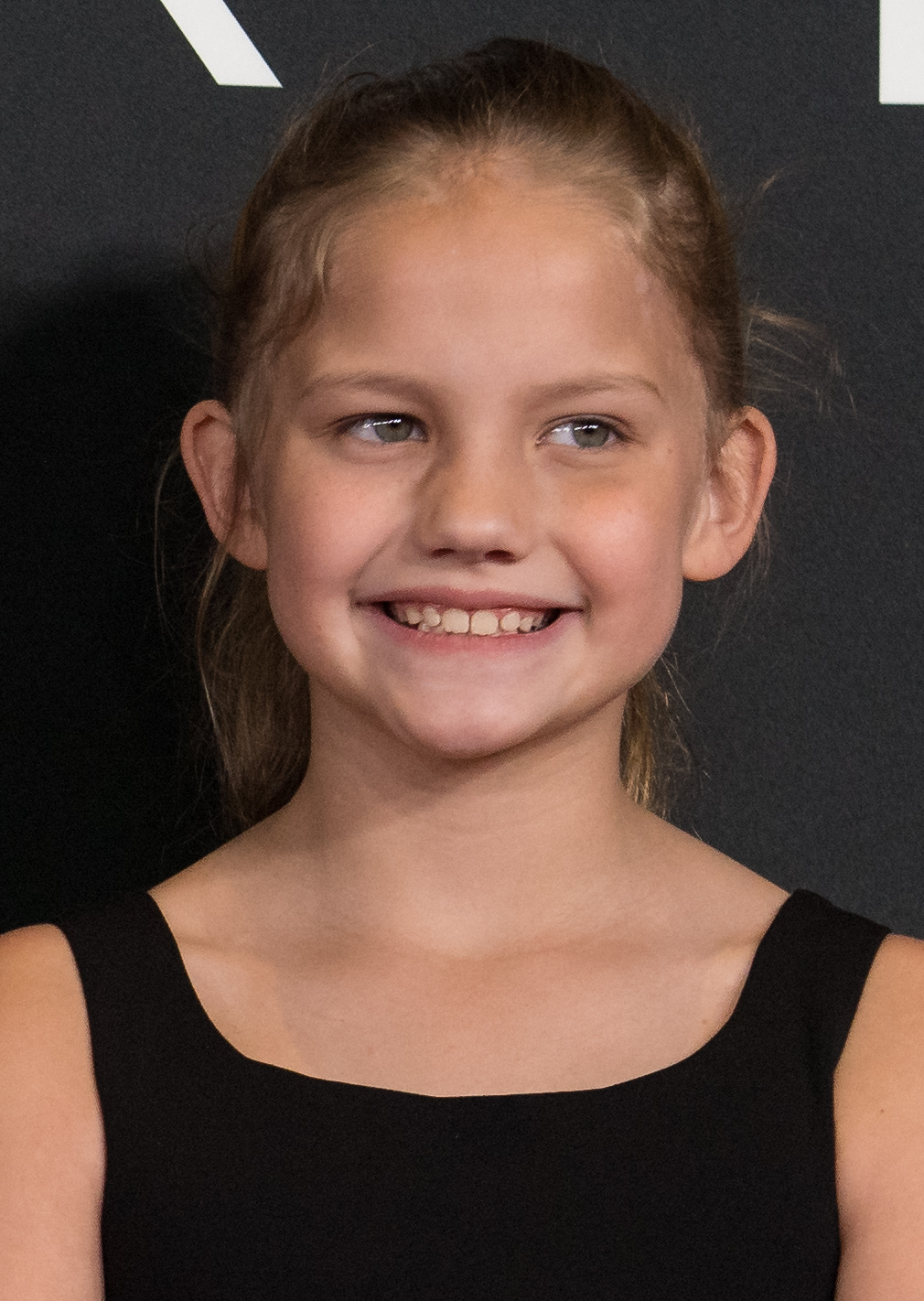
Claire Smith spielt Bonnie White
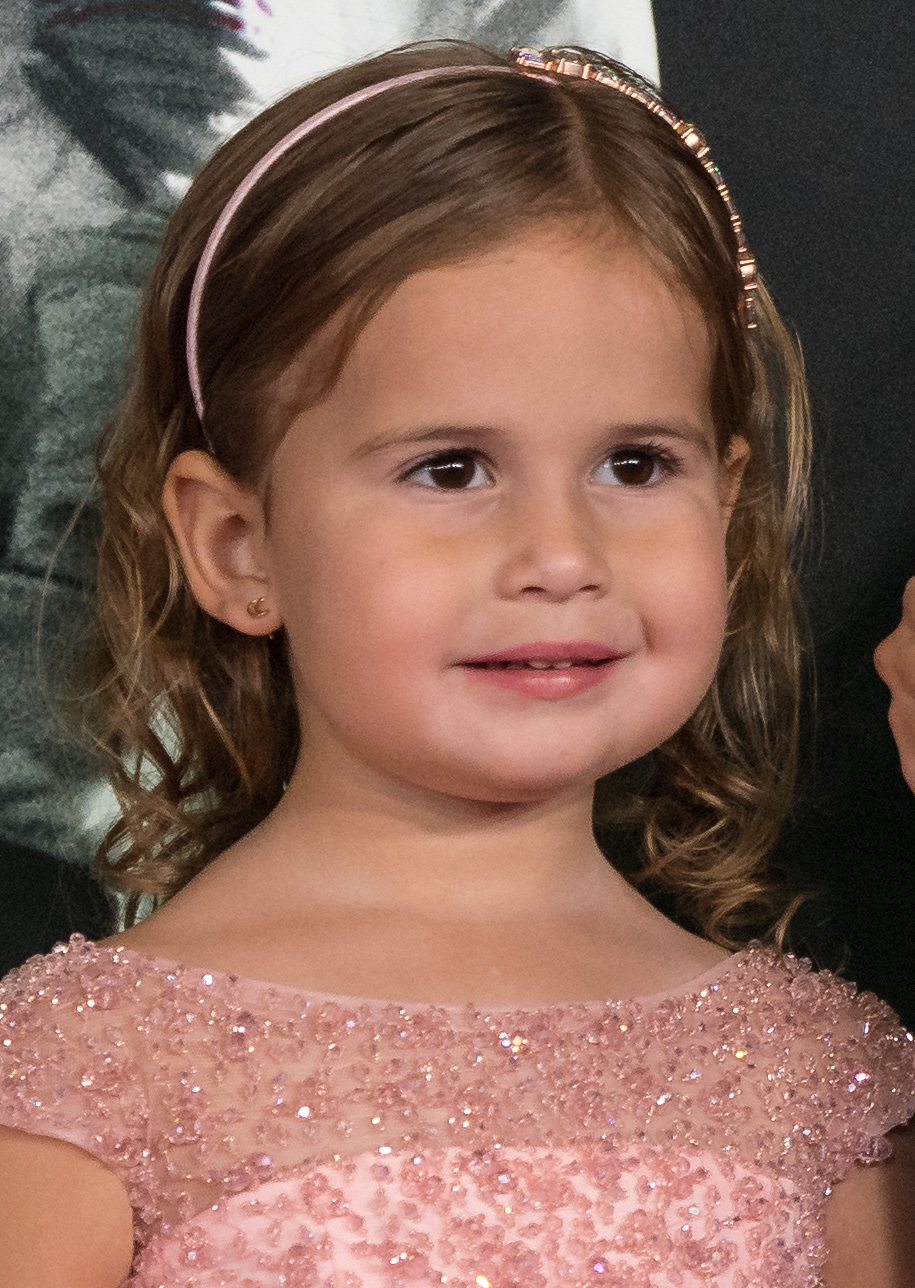
Lucy Brooke Stafford spielt Karen Armstrong
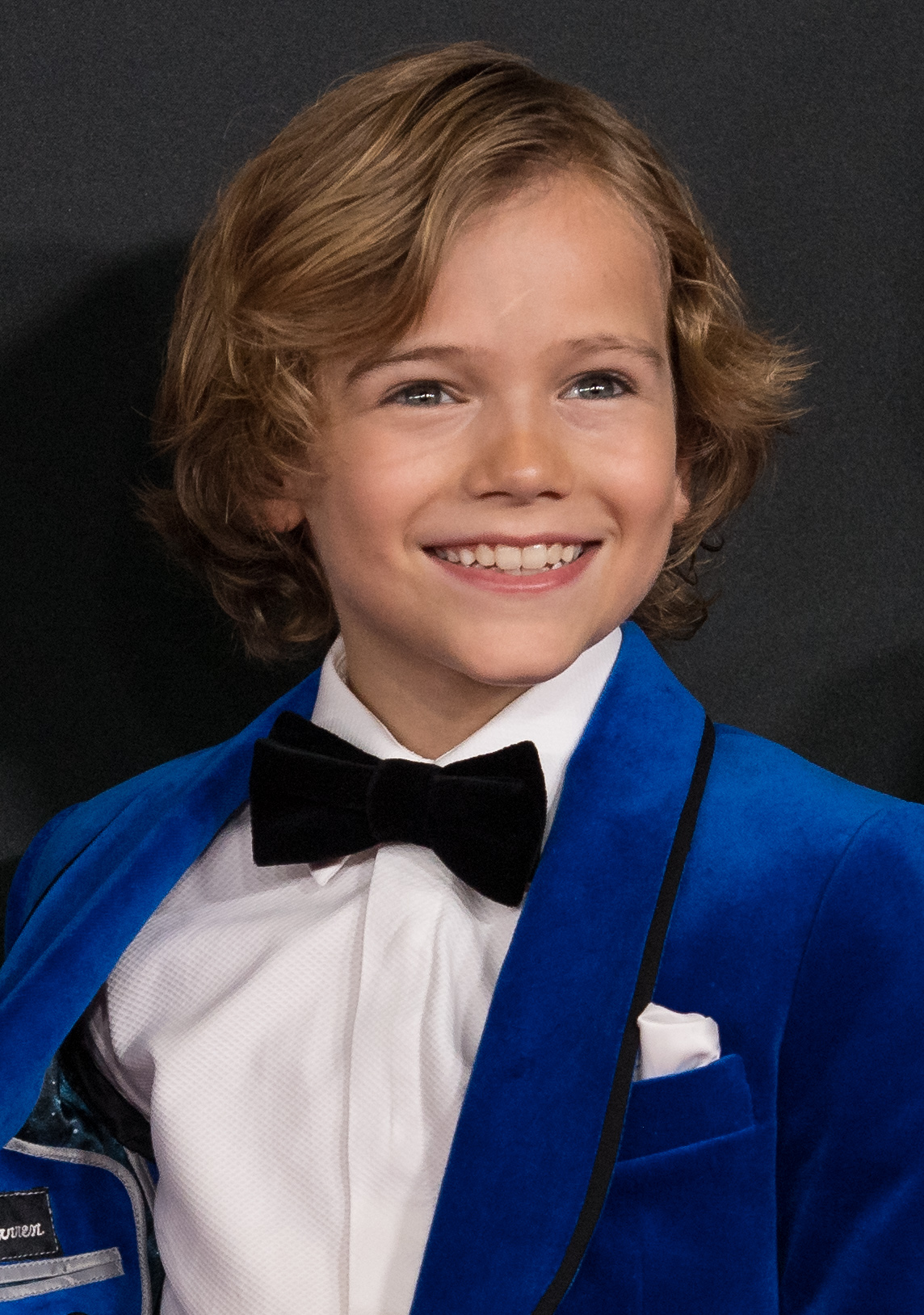
Gavin Warren spielt Rick Armstrong
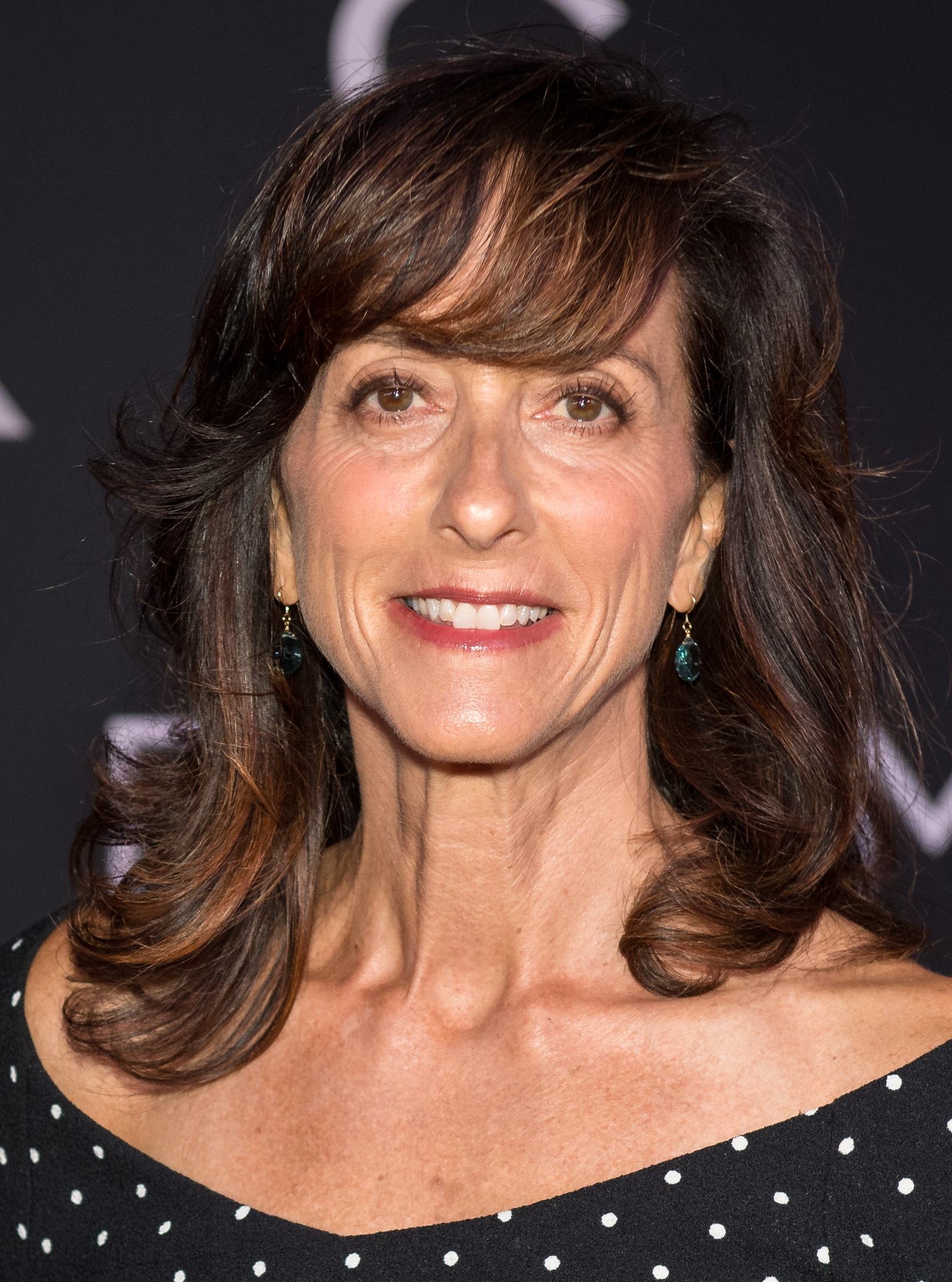
Kostümdesignerin Mary Zophres

Die Dreharbeiten fanden in Atlanta, Georgia statt und wurden im Februar 2018 beendet. Als Kameramann fungierte der Oscarpreisträger Linus Sandgren, mit dem Chazelle schon seinen letzten Film La La Land realisierte. Den Filmschnitt übernahm wie bei Chazelles vorherigen beiden Filmen Tom Cross, der ebenfalls bereits mit einem Oscar ausgezeichnet wurde. Als Szenenbildner fungierten Nathan Crowley und Kathy Lucas. Für die Gestaltung der Kostüme war Mary Zophres verantwortlich.
Anke Sterneborg von epd Film sagt über das Ergebnis, gleich in den ersten Bildern werde der Zuschauer durchgerüttelt und geschüttelt, als säße er selbst in einem Raumschiff, das unter dem Druck der Atmosphäre jeden Moment nachgeben könnte: „Damien Chazelle überträgt die Erfahrungen des Weltraumfluges, den ohrenbetäubenden Maschinenlärm, die physische und psychische Belastung, die Einsamkeit und den Druck ganz direkt und unmittelbar ins Kino.“ Die mit 65-mm-IMAX-Kameras gedrehten Mondsequenzen, aber auch die diversen Testflugszenen entwickelten dabei eine erhabene, lyrische Schönheit, und der Zuschauer werde für gut zwei Stunden selbst zum Astronauten, so Sterneborg.
Owen Gleiberman von Variety erklärt zur Eröffnungssequenz, in der Armstrong 1961 als Testpilot eine X-15 in die Wolken steuert, bis ihn die Missionskontrolle zum Ausstieg auffordert, diese beinhalte alles, was die Männer bei den Missionen erlebten. Durch Sandgrens Kameraarbeit und Cross’ hypnotischen Schnitt werde der Film in seiner Authentizität so eindringlich, dass ein Weltraum-Drama wie Apollo 13 wie ein Puppenspiel aussehe. David Rooney von The Hollywood Reporter findet, Chazelle beschwöre in dieser nervenaufreibenden Eröffnungssequenz mit dem Höllenlärm, der einem den Magen verdreht und in der die Maschine wie eine Blechdose aussieht, die in der Leere schwebt, sofort Erinnerungen an große Weltraumforschungsfilme wie The Right Stuff und Gravity herauf. Momente, in denen Chazelle die Schönheit der plötzlichen Stille nutzt, wie die bewegende Ruhe im Zwischenspiel, als Armstrong die atmosphärische Barriere durchdringt, hätten eine gewaltigen Wirkung, so Rooney.
Matthias Hopf vom Filmfeuilleton erklärt, im Finale beschwöre Chazelle Mit all seinem inszenatorischen Können noch einmal die beklemmende Atmosphäre der mitreißenden Eröffnungssequenz: „Jedes Geräusch, jede Erschütterung und jeder Lichtblitz sind auf einmal wahrnehmbar, ehe sie in einem Strom aus Eindrücken verschwimmen. Schatten, Umrisse und nur wenige Konturen liefern uns Orientierung bei diesem Flug zum Mond, der schließlich mit einer der atemberaubendsten Kamerabewegungen des Kinojahres die komplette Größe der IMAX-Leinwand für sich beansprucht, um von einem Schritt zu erzählen, in dem sich all die zuvor angestauten Emotionen entladen.“ Owen Gleiberman findet, der Regisseur inszeniere die Mondlandung selbst in einer unheimlichen Selbstverständlichkeit und zeige Armstrong, der auf seinen Stiefel blickt, als er diesen ersten Schritt macht, in einer unheimlichen Abgeschiedenheit, was einen Hauch von Surrealem habe.
Dem ehemaligen Astronauten Ulrich Walter fiel auf, dass der Film durchgehend in natürlichem „available light“ gedreht wurde: „Keine sorgfältig gesetzten Studioscheinwerfer, kein Studioreflektor als Aufheller. Nie, nirgendwo. Die Bildkontraste gehen daher bis an die Grenzen des Erträglichen. Auf der anderen Seite vermittelt dieses natürliche kontrastreiche Licht eine beeindruckende Authentizität der Szenen; man hat immer das Gefühl, nichts ist gespielt.“

### Filmmusik und Sounddesign
Die Filmmusik wurde von dem zweifach mit einem Oscar ausgezeichneten Justin Hurwitz komponiert, der in dieser Funktion bereits für La La Land und Whiplash von Damien Chazelle tätig war. Frühzeitig hatte Hurwitz angekündigt, dieses Mal werde es eine andere Art von Filmmusik: „Ich entferne mich von Jazz und altmodischen Orchesterklängen und experimentiere mit elektronischer Musik.“ In einem Gespräch mit dem Dallas Observer sagte Hurwitz, er sei bereits zur Zeit der Dreharbeiten in das Filmprojekt eingebunden gewesen, weil Chazelle dies wie bei La La Land als sinnvoll erachtete. So hatte Hurwitz im März 2017 mit seiner Arbeit begonnen.
Ryan Gosling suchte in der Vorbereitung auf seine Rolle nach einer persönlichen Verbindung zwischen ihm und Armstrong und fand heraus, dass dieser, bevor er Astronaut wurde, ein talentierter Musiker und großer Fan des Theremins war und sogar auf Kassette an Bord der Raumsonde Apollo 11 Theremin-Musik mitnahm. So begann Gosling das Theremin-Album mit dem Titel Music Out of the Moon zu hören, das Armstrong und seine Frau so mochten. Ein Stück auf dem Album liebte Gosling besonders und spielte es Damien Chazelle vor. Dieses ist auf dem Soundtrack enthalten. Auch der Filmkomponist Justin Hurwitz hatte gelernt, Theremin zu spielen, weswegen das Instrument auch in der Filmmusik zu hören ist.
In den 1950er Jahren wurde das Theremin insbesondere für die B-Science-Fiction verwendet. Chazelle und der Komponist Justin Hurwitz entschieden, dass das bizarre Instrument ein Teil der Filmmusik sein sollte, insbesondere, weil der Film nach dem Tod seiner zweijährigen Tochter so sehr von Armstrongs Trauer geprägt war: „Das Theremin hatte etwas, das den Kummer zu vermitteln schien, der sich über den Kosmos erstreckte“, sagte Chazelle gegenüber Variety. „Es hat auch die Qualitäten der menschlichen Stimme – eine Art Wehklagen –, die mir sehr traurig vorkam.“ Der Soundtrack, der insgesamt 37 Musikstücke umfasst, wurde am 12. Oktober 2018 von Back Lot Music als Download und CD veröffentlicht.
Als Supervising Sound Designer fungierten die zweifach Oscar-nominierte Tontechnikerin Ai-Ling Lee und die ebenfalls für einen Oscar nominierte Mildred Iatrou Morgan, den Tonschnitt verantworteten die beide jeweils mehrfach für die Auszeichnung nominierten Jon Taylor und Frank A. Montaño. Zu ihrer Arbeit erklärte Lee, Damien habe ihnen während der Vorproduktion, handgezeichnete/geschriebene Animatics mit Sounds zukommen lassen, die er mit einem Forscher, Peter Dowd, kreiert hatte und ihnen eine Vorstellung davon gab, wie die Klangpalette aussehen sollte. Insbesondere sollte sich diese aufgrund der klaustrophobischen Situation an Bord des im Weltraum befindlichen Schiffes an Filmen wie Das Boot orientieren, bei dem man in einem U-Boot eingeschlossen das Knarren und Ächzen hören kann. Der emotionale Ton des Sounddesigns sollte sich an Filmen wie Saving Private Ryan und Son of Saul orientieren, in den Weltraumszenen aber auch an den Filmen von Stanley Kubrick, in denen die Musik, das Sounddesign und die Stille eindrucksvoll gemischt wurden. Auch einige Filme von Terrence Malick hatten Einfluss auf die Tongestaltung. Taylor erklärt, es habe eine Reihe von echten Aufzeichnungen der NASA-Kommunikation von wirklichen Starts in den Jahren 1965, 1967 und 1969 gegeben, die es in den Film geschafft haben. So seien rund 30 bis 40 Prozent der Kommunikation mit der Missionskontrolle und der Nachrichten- und Rundfunksendungen, die im Film zu hören sind, Originalaufnahmen. Weitere Geräusche wurden bei Raketenstarts in jüngster Zeit aufgenommen. Montaño erklärte, viele Originaltöne seien während ihrer Arbeit analog und damit auf altmodische Weise aufgenommen worden.
Der Sound wurde mit Hilfe von Dolby Atmos gemischt, was den großen Vorteil des Full-Range-Surrounds hatte, wodurch viele der bombastischen Raketengeräusche und Explosionen um das Publikum herum platziert werden konnten. Hierdurch konnten zudem einige musikalische Elemente von Hurwitz, wie die Streicher, in den Film eingebracht werden, als seien sie in der Weltraumkapsel zu hören. Wenn sich die Kamera im Film den Astronauten nähert, wurde der Sound so gestaltet, dass jedes Geräusch, beginnend beim Umlegen eines Schalters bis hin zu den Bewegungen ihrer Raumanzüge und Helme, zu hören ist. Befindet sich Neil Armstrong in seinem Raumanzug, sind es lediglich seine Atmung und die Luft des Lebenserhaltungssystems in seinem Helm, die der Zuschauer hört und damit die einzigen Geräusche, die der Astronaut selbst vernimmt.
Der ehemalige Astronaut Ulrich Walter bemerkt, dass es anfangs und auch später über große Strecken des Films absolut keine Musik gibt und ausschließlich authentische Geräusche den ersten gewagten Flug von Neil Armstrong als X-15-Pilot bei seinem suborbitalen Flug bestimmen. Auch in anderen Szenen, wie solchen die Armstrong mit seiner Familie zeigen, gebe es keine vermittelnde Musik, die einem helfen würde, diese Situationen einzuordnen und per Emotionen näher zu bringen: „Das ist, was den Zuschauer irritiert. Nur hie und da leise melancholische Harfenklänge, die den Szenen sanft unterlegt wurden.“ Weiter erklärt Walter, es sei der Dramatik des Films geschuldet, dass die Geräusche in einer Raumkapsel gegenüber der Wirklichkeit überzeichnet sind. Nur ganz fein und hintergründig dosiert finde Musik langsam ihren Weg in den Film, bis sie grandios in der Landung auf dem Mond kulminiert, so Walter.
filmmusicjournal.ch schreibt: „Hurwitzs durchaus minimalistische Komposition passt perfekt zu Chazelles Film, für den der Komponist viel rumexperimentierte und sogar, fast klingt es wie ein Klischee, das Theremin (Armstrongs Lieblingsinstrument) einsetzte. Keine Angst, es klingt nicht wie eine Persiflage der Science-Fiction Filme der 50er Jahre, Hurwitz (der das Instrument hier selber spielt) fügt das nicht einfach zu beherrschende, elektronische Instrument zwar gut hörbar aber mit Fingerspitzengefühl in seinen Score ein.
Dominiert wird seine Musik von zwei oftmals von der Harfe gespielten Motiven. Beide sind, so man kurz reinskippen möchte, gleich nacheinander in Sextant und Squawk Box zu hören sind. Das Hauptthema zeigt sich in seiner vollen Blüte in ¾-Takt in Docking Waltz und man muss nicht lange überlegen woher die Inspiration für diese Szene bei Filmemacher und Komponist stammen könnte.“

### Marketing und Veröffentlichung
Im Rahmen der CinemaCon im April 2018 wurde ein First-Look-Trailer vorgestellt. Ein erster offizieller Trailer folgte Anfang Juni 2018. Am 29. August 2018 wurde Aufbruch zum Mond als Eröffnungsfilm der Filmfestspiele von Venedig erstmals gezeigt, wo er im Wettbewerb für den Goldenen Löwen nominiert war. Im September 2018 wurde der Film beim Toronto International Film Festival gezeigt, kurz danach beim Zurich Film Festival. Am 12. Oktober 2018 kam der Film in die US-amerikanischen und am 8. November 2018 in die deutschen Kinos.

## Rezeption

### Altersfreigabe
In den USA wurde der Film von der MPAA als PG-13 eingestuft. In Deutschland erhielt der Film eine Freigabe ab 12 Jahren. In der Freigabebegründung heißt es: „Der Film rekonstruiert die frühen Tage bemannter Raumfahrt detailreich und authentisch. Durch die Konzentration auf die Perspektive Armstrongs ist die Atmosphäre teils bedrückend, insbesondere die dramatischen Ereignisse auf dem Weg zum Mond sind emotional intensiv inszeniert und bieten nur wenige entlastende Momente. Daher kann der Film Kinder unter 12 Jahren übermäßig belasten, während 12-Jährige auf der Basis ihrer bereits gesammelten Medienerfahrung mit diesen Aspekten umgehen können. Ihnen bieten das deutlich historische Setting und die für sie nachvollziehbare Charakterzeichnung Armstrongs genug Möglichkeiten zur Distanzierung sowie Ansatzpunkte, sich konstruktiv mit der Geschichte auseinanderzusetzen. So kann diese Altersgruppe den Film ohne Überforderung verarbeiten.“

### Kritiken und Einspielergebnis
Der Film stieß bislang auf die Zustimmung von 87 Prozent der Kritiker bei Rotten Tomatoes und erreichte hierbei eine durchschnittliche Bewertung von 8,1 der möglichen 10 Punkte.
Owen Gleiberman von Variety beschreibt den Film als ein Dokudrama im authentischsten und aufregendsten Sinne des Wortes. Damien Chazelle wisse, dass die Geschichte des NASA-Raumfahrtprogramms schon einmal erzählt wurde, so in The Right Stuff, und seine kühne Strategie bestehe darin, den Film in seinem Realismus und seiner Körperlichkeit so zu gestalten, dass er zu einem aufregenden Drama voller höllischer Gefahr wird. In dem Film beschränke Chazelle die Handlung fast ausschließlich auf die Perspektive der Astronauten selbst, so Gleiberman weiter, so auf das, was sie während ihrer Missionen sehen und hören und damit auf was sie denken und fühlen. Dabei verzichte der Film auf Panoramaaufnahmen. Ryan Gosling spiele Neil Armstrong als einen cleveren Draufgänger, der gelernt hat, nicht zu zeigen was er fühlt, dennoch fülle er die Rolle mit gerade genug Emotionen, um die Beherrschung zum Ausdruck zu bringen, die dies erfordert, so Gleiberman.
Thomas Schultze von Blickpunkt:Film beschreibt den Film als ein impressionistisches Home-Movie über den größten Triumph der Menschheit, der damit das von Chazelle gegebene Versprechen erfülle, hautnah mitzuerleben, wie es sich angefühlt haben muss, nicht nur dabei, sondern mittendrin zu sein: „Schon die erste Szene gibt einen Vorgeschmack, was passieren wird. Mit der Hauptfigur wird man durchgerüttelt in einem Düsenjet, mit dem neue Geschwindigkeits- und Höhenrekorde aufgestellt werden. Man fühlt sich nicht wie in einem perfekten High-Tech-Gerät, sondern wie in einem knarzenden, ächzenden, quietschenden Blechsarg, dessen dünne Metallhaut die einzige Trennwand zwischen Leben und Tod ist.“ Obwohl man am Ende des Films wisse, dass Armstrong hier nicht einfach nur einen der großen Träume der Menschheit erfüllt, sei dieser auf der Oberfläche des Erdtrabanten nicht einfach der einsamste Mensch auf dem Mond, sondern man wisse auch, dass er von seinem grenzenlosen Pflichtbewusstsein und seiner wissenschaftlichen Neugier angetrieben wurde und dass ihn ein traumatisches Ereignis fast zehn Jahre zuvor sich abkapseln ließ: „Das winzige Menschlein in dem ihn wie in einem Vakuum einschließenden Raumanzug ist die perfekte Beschreibung, wie Neil Armstrong sich fühlt.“
Daniel Kothenschulte schreibt in der Frankfurter Rundschau, wie Chazelles früheren Filme handele das Neil-Armstrong-Biopic von eiserner Disziplin: „Unfähig sich selbst den eigenen Kindern gegenüber zu öffnen, schöpft der wortkarge Astronaut seinen ganzen Mut aus Gefolgsamkeit und Pflichtbewusstsein.“ Wie 2001: Odyssee im Weltraum sei First Man über weite Strecken ein Avantgardefilm und als Spiegel des Kalten Kriegs zugleich politisches Kino, so Kothenschulte.
Anke Sterneborg von epd Film meint, dieser detaillierte Abriss der Ereignisse der Jahre 1961 bis 1969 könnten eine ziemlich trockene Angelegenheit sein, wenn Damien Chazelle nicht diese besondere Fähigkeit hätte, den Zuschauer in seine extreme Wahrnehmung hineinzuziehen, in die niederschmetternden Ängste ebenso wie in die hochfliegende Euphorie. Erneut übernehme Ryan Gosling eine Rolle, die sich wie ein Alter Ego von Chazelle anfühlt, der als Regisseur genauso leidenschaftlich inspiriert und entschlossen an die Arbeit geht wie seine Helden, angereichert mit jenen Funken Wahnsinn, die Künstler und Pioniere gleichermaßen über sich hinaus wachsen lassen, so Sterneborg.
Die Filmkritikerin Antje Wessels bemerkt, Chazelles Film mache keinen Hehl daraus, dass Neil Armstrongs aufgebrachter Ehrgeiz gegenüber der Mondmission nicht aus einem patriotischen Bewusstsein heraus entstanden ist, sondern aus einem zutiefst emotionalen Grund. Erzählerisch sei Aufbruch zum Mond ganz Familiendrama, das sich außerdem nicht scheue, die Mission auf einer weiteren, ethischen Ebene zu hinterfragen, so Wessels: „Darf man zu Gunsten der Weltraumforschung eigentlich Menschenleben aufs Spiel setzen? In welchem Verhältnis stehen die horrenden Forschungssummen zum Nutzen für den Normalbürger? Und ist es egoistisch, sich gegen die Familie und für seine Arbeit als Astronaut zu entscheiden? All diese Elemente bringen Würze in den trotz seiner 140 Minuten Laufzeit ungemein kurzweiligen Film, der obendrein mit einer spektakulären Optik aufwarten kann.“ So sei Chazelles Neil-Armstrong-Biopic keine Geschichte über einen US-amerikanischen Helden, sondern das Porträt eines sensiblen Mannes, der der Menschheitsgeschichte zu einem ihrer größten Triumphe verhalf, so Wessels.
Die weltweiten Einnahmen des Films aus Kinovorführungen belaufen sich auf 105,7 Millionen US-Dollar. In Deutschland verzeichnet der Film 146.639 Besucher.

### Exaktheit der Darstellung

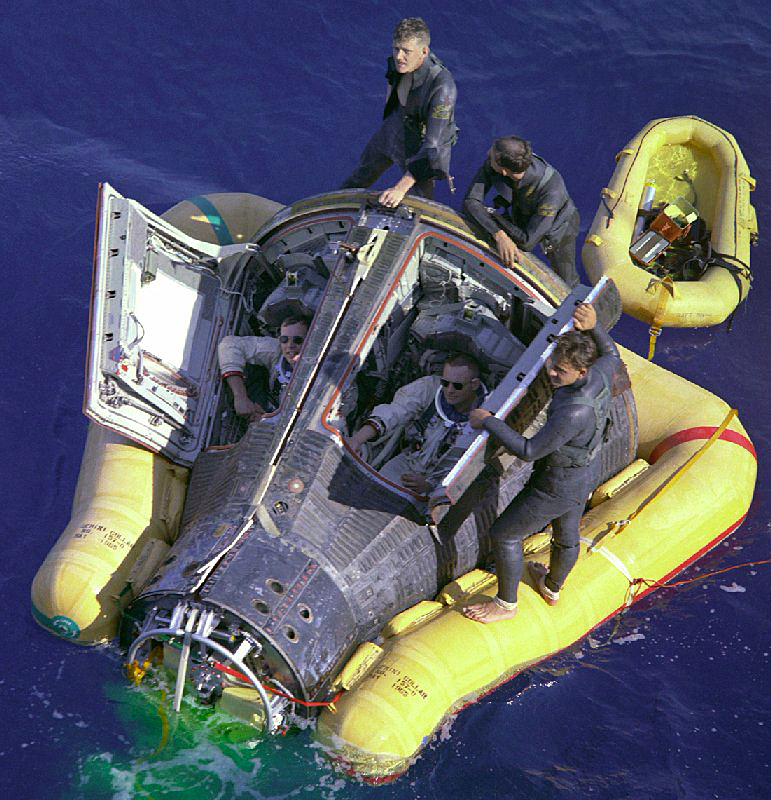
Ulrich Walter: „Die Gemini-8-Kapsel, in der Neil Armstrong zusammen mit David Scott seinen ersten Raumflug unternahm, und der beinahe tödlich endete […], ist absolut echt, keine Frage.“

Der ehemalige Astronaut Ulrich Walter, der seit März 2003 den Lehrstuhl für Raumfahrttechnik an der Technischen Universität München leitet, meint, was die Menschen in den extremen Situationen der Raumfahrt erleben und fühlen, zeige der Film mit akribischer Präzision. Genau wie in Aufbruch zum Mond gezeigt, sei Neil Armstrong ein hervorragender Jet-Pilot mit fingerdicken Nerven gewesen. Auch dass seine Arbeit seine Familie an den Rand des Abgrundes führte, werde in der Geschichte detailgetreu erzählt, worin die Stärke des Films liege: „Der Film ist ein Kunstwerk aus der Verknüpfung von original Filmmaterial der Apollo-Ära und hinzugefügten Animationen. Selbst einem Kenner gelingt es nur schwer zu unterscheiden, was original und was animiert ist. Die Gemini-8-Kapsel, in der Neil Armstrong zusammen mit David Scott seinen ersten Raumflug unternahm, und der beinahe tödlich endete – was der Film sehr bewegend darstellt –, ist absolut echt, keine Frage.“ Zu den wenigen Punkten, die man objektiv bemängeln könne, zähle zum Beispiel die simulierte Mondoberfläche, die mit einfachstem, pappigen Spielkastensand in Szene gesetzt werde, statt das Mond-Regolith-Simulat NASA JSC-1A zu nehmen, das genauso aussehe wie das echte Mond-Regolith, so Walter.

### Kontroverse
Da der Film jenen Moment ausspart, in dem Neil Armstrong die US-amerikanische Flagge auf dem Mondboden platziert, wurde ihm nach seiner Premiere beim Filmfestival in Venedig Antiamerikanismus vorgeworfen. Kritik gab es unter anderem von dem republikanischen Senator Marco Rubio.

### Auszeichnungen (Auswahl)
Anfang Dezember 2018 wurde bekannt, dass sich der Film in der Vorauswahl für die Oscarverleihung 2019 in der Kategorie Beste visuelle Effekte befindet. Ebenso befindet er sich auf einer Shortlist in der Kategorie Beste Filmmusik. Im Folgenden eine Auswahl von Nominierungen und Auszeichnungen im Rahmen weiterer Filmpreise.
American Society of Cinematographers Awards 2019
- Nominierung für die Beste Kamera (Linus Sandgren)[38]

Art Directors Guild Awards 2019
- Nominierung in der Kategorie Period Film (Nathan Crowley)[39]

British Academy Film Awards 2019
- Nominierung für das Beste adaptierte Drehbuch (Josh Singer)
- Nominierung als Beste Hauptdarstellerin (Claire Foy)
- Nominierung für die Beste Kamera (Linus Sandgren)
- Nominierung für den Besten Schnitt (Tom Cross)
- Nominierung für das Beste Szenenbild (Nathan Crowley und Kathy Lucas)
- Nominierung für den Besten Ton
- Nominierung für die Besten visuelle Effekte (Ian Hunter, Paul Lambert, Tristan Myles und J.D. Schwalm)

Cinema Audio Society Awards 2019
- Nominierung in der Kategorie Motion Picture – Live Action

Critics’ Choice Movie Awards 2019
- Nominierung als Bester Film
- Nominierung für die Beste Regie (Damien Chazelle)
- Nominierung für das Beste adaptierte Drehbuch (Josh Singer)
- Nominierung für die Beste Kamera (Linus Sandgren)
- Nominierung als Bester Hauptdarsteller (Ryan Gosling)
- Nominierung als Beste Nebendarstellerin (Claire Foy)
- Auszeichnung für den Besten Schnitt (Tom Cross)
- Nominierung für das Beste Szenenbild (Nathan Crowley und Kathy Lucas)
- Auszeichnung für die Beste Filmmusik (Justin Hurwitz)
- Nominierung für die Besten visuellen Effekte[40]

Eddie Awards 2019
- Nominierung in der Kategorie Bester Filmschnitt – Drama (Tom Cross)[41]

Festival Internacional de Cine de San Sebastián 2018
- Nominierung für den Publikumspreis
- Nominierung in der Sektion Perlak[42][43]

Golden Globe Awards 2019
- Nominierung als Beste Nebendarstellerin (Claire Foy)
- Auszeichnung für die Beste Filmmusik (Justin Hurwitz)[44]

Hollywood Music in Media Awards 2018
- Nominierung für die Beste Filmmusik – Spielfilm (Justin Hurwitz)[45]

Internationale Filmfestspiele von Venedig 2018
- Nominierung für den Goldenen Löwen als Bester Film im Wettbewerb (Damien Chazelle)

Oscarverleihung 2019
- Auszeichnung für die Besten visuellen Effekte (Paul Lambert, Ian Hunter, Tristan Myles und J.D. Schwalm)
- Nominierung für den Besten Ton
- Nominierung für den Besten Tonschnitt
- Nominierung für das Beste Szenenbild

Satellite Awards 2018
- Nominierung als Bester Film
- Nominierung für die Beste Filmmusik (Justin Hurwitz)
- Nominierung für den Besten Filmschnitt (Tom Cross)
- Nominierung für den Besten Ton
- Nominierung für den Besten Tonschnitt
- Nominierung in der Kategorie Art Direction and Production Design
- Nominierung als Bester Filmschauspieler (Ryan Gosling)
- Nominierung als Beste Nebendarstellerin (Claire Foy)

Toronto International Film Festival 2018
- Nominierung für den People’s Choice Award (Damien Chazelle)

Visual Effects Society Awards 2019
- Auszeichnung in der Kategorie Outstanding Supporting Visual Effects in a Photoreal Feature[46]

## Synchronisation
Die deutsche Synchronisation entstand nach der Dialogregie und einem Dialogdrehbuch von Oliver Rohrbeck im Auftrag der Interopa Film GmbH, Berlin.
| Darsteller         | Synchronsprecher          | Rolle                |
| ------------------ | ------------------------- | -------------------- |
| Claire Foy         | Janin Stenzel             | Janet Armstrong      |
| Ryan Gosling       | Tommy Morgenstern         | Neil Armstrong       |
| Corey Stoll        | Tobias Nath               | Buzz Aldrin          |
| Christopher Abbott | Tino Mewes                | Dave Scott           |
| Kyle Chandler      | Thomas Nero Wolff         | Deke Slayton         |
| Jason Clarke       | Tobias Kluckert           | Edward Higgins White |
| Patrick Fugit      | Simon Derksen             | Elliot See           |
| Ciarán Hinds       | Reinhard Scheunemann      | Robert Gilruth       |
| Shea Whigham       | Michael Iwannek           | Gus Grissom          |
| Pablo Schreiber    | Robert Glatzeder          | Jim Lovell           |
| Willie Repoley     | Christoph Drobig          | Jim Fucci            |
| Brian d’Arcy James | Torsten Michaelis         | Joe Walker           |
| Ben Owen           | Nicolai Tegeler           | John Hodge           |
| Connor Blodgett    | Emile Ismailov            | Mark Armstrong       |
| Lukas Haas         | Uve Teschner              | Mike Collins         |
| Olivia Hamilton    | Anne Düe                  | Pat White            |
| Ethan Embry        | Sebastian Christoph Jacob | Pete Conrad          |
| Luke Winters       | Elias Chamlali            | Rick Armstrong       |